# Ptaki
Ptaki (Aves) – gromada stałocieplnych zwierząt z podtypu kręgowców. Jest najbardziej zróżnicowaną spośród gromad kręgowców lądowych – istnieje ponad 10 tys. gatunków ptaków, które zamieszkują ekosystemy na całym świecie. Ich wielkość waha się od 5 cm u koliberka hawańskiego do 2,7 m u strusia.
Badania genetyczne i zapis kopalny wskazują na to, że ptaki są nowoczesnymi dinozaurami, które ewoluowały od wcześniej upierzonych dinozaurów z grupy teropodów. Najbliższymi żyjącymi krewnymi ptaków są krokodyle.
Charakterystyczne dla ptaków nowoczesnych (Neornithes) są: skóra wytwarzająca pióra, przednie kończyny przekształcone w skrzydła, szczęki okryte rogowym dziobem, u współczesnych przedstawicieli pozbawionym zębów, lekki, mocny szkielet i czterodziałowe serce. Ptaki są zazwyczaj zdolne do lotu (choć niektóre gatunki są wtórnie nielotne) – ich układ pokarmowy oraz oddechowy są przystosowane do tej zdolności. Poza tym odznaczają się wysoką aktywnością metaboliczną. Rozmnażają się przez składanie i wysiadywanie otoczonych twardą skorupą jaj. Niektóre ptaki, szczególnie krukowate i papugowe, należą do najbardziej inteligentnych gatunków zwierząt, zdolnych do tworzenia i używania przyrządów pomocniczych, jak i przekazujących tę wiedzę następnym pokoleniom.
Wiele gatunków odbywa dalekodystansowe wędrówki, inne przemieszczają się mniej regularnie na krótsze odległości. Są zwierzętami społecznymi – porozumiewają się przy pomocy wizualnych sygnałów oraz zawołań kontaktowych, jak i śpiewem, biorą udział we wspólnych lęgach, polowaniach, przepędzaniu drapieżników, zgrupowaniach migracyjnych.
Większość gatunków ptaków żyje monogamicznie, najczęściej na czas jednego sezonu, czasami na okres kilku lat, rzadziej tworzą tę samą parę przez całe życie. Inne gatunki tworzą lęgowe systemy poligyniczne – z kilkoma samicami przypadającymi na jednego samca. Rzadko spotyka się gatunki poliandryczne z wieloma samcami i jedną samicą. Jaja są zwykle składane do gniazd i wysiadywane przez rodziców. Cechą charakterystyczną dla większości ptaków jest długi okres opiekuńczy nad wyklutymi pisklętami.
Wiele gatunków ptaków ma znaczenie gospodarcze dla człowieka, najczęściej jako zwierzęta użytkowe. Są przede wszystkim źródłem pożywienia, pozyskiwanego przez hodowlę lub polowania. Zastosowanie gospodarcze znajdują także części pozyskiwane z ptaków, np. pióra. Niektóre gatunki, szczególnie ptaki śpiewające, jak i papugowate, są popularnymi zwierzętami domowymi. Poza tym odchody kilku gatunków są używane jako nawóz w rolnictwie. Około 120–130 gatunków ptaków wymarło od XVII w. w rezultacie ludzkiej działalności, setki innych gatunków wymarło wcześniej. Obecnie ocenia się około 1200 gatunków jako zagrożonych wyginięciem przez czynniki antropogeniczne, z drugiej strony człowiek stara się jednak o ich ochronę. Ptaki są także elementem ludzkiej kultury – od religii przez poezję do nauki. Dział zoologii badający ptaki to ornitologia. Amatorska obserwacja ptaków rozwinęła się w ostatnich dekadach do rozmiarów masowego hobby w wielu krajach rozwiniętych.

## Ewolucja i taksonomia

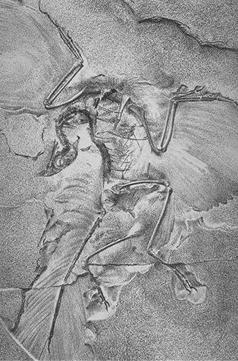
Archaeopteryx jest spokrewniony z przodkami ptaków nowoczesnych

Pierwsza klasyfikacja ptaków została stworzona w 1676 r. przez Francisa Willughby’ego i Johna Raya w tomie Ornithologiae. Karol Linneusz zmodyfikował tę pracę w 1758 r., tworząc Systema Naturae – system klasyfikacji taksonomicznej będący obecnie w użyciu (zrewidowany i zmodernizowany). W taksonomii Linneusza ptaki zostały sklasyfikowane przez niego jako gromada Aves, z jęz. łacińskiego: avis – „ptak”. Taksonomia filogenetyczna umieszcza ptaki w obrębie dinozaurów z kladu teropodów. Aves i siostrzana grupa, klad krokodyli, są jedynymi żyjącymi przedstawicielami gadów naczelnych. Filogenetycznie Aves są zazwyczaj definiowane jako wszyscy potomkowie ostatniego wspólnego przodka ptaków nowoczesnych – którego gatunek nie jest znany z wykopalisk – oraz dodatkowo praptak (Archaeopteryx lithographica). Archaeopteryx z okresu późnego tytonu (jura późna – około 147 milionów lat temu) jest najstarszym znanym ptakiem mieszczącym się w tej definicji. Inni, wliczając Jacques’a Gauthiera i zwolenników systemu filokodowego, definiują Aves, zaliczając do nich tylko nowoczesne grupy ptaków, a wyłączając większość grup znanych tylko ze skamieniałości i przypisując te do kladu Avialae, aby uniknąć niejasności dotyczących umieszczenia Archaeopteryx w stosunku do zwierząt tradycyjnie uznawanych za teropody.
Wszystkie ptaki nowoczesne są umieszczone w podgromadzie Neornithes, która dzieli się na dwa nadrzędy: paleognatyczne (Paleognathae), zawierające głównie strusiopodobne ptaki nielotne, oraz neognatyczne (Neognathae) – obszerny nadrząd zawierający wszystkie pozostałe ptaki. W zależności od przyjętego podziału taksonomicznego, liczba znanych żyjących gatunków ptaków waha się od 10 175 do 11 158.
| ← mln lat temuPtaki |          |            |          |          |           |         |          |         |          |           |      |    |
| Prekambr←4,6 mld    | Kambr541 | Ordowik485 | Sylur443 | Dewon419 | Karbon359 | Perm299 | Trias252 | Jura201 | Kreda145 | Paleog.66 | Ng23 | Q2 |

### Klasyfikacja ptaków
Klasyfikacja ptaków jest kwestią sporną. Dotychczasowe próby klasyfikacji były konfrontowane z wynikami najnowszych badań, podważane i ciągle rewidowane. Klasyfikacja Sibleya i Monroego (pierwsze wydanie 1990, później kilkakrotnie poprawiane) oparta na klasyfikacji Sibleya i Ahlquista Phylogeny and Classification of Birds (1990) była kamieniem milowym w systematyce ptaków, gdyż opierała się na pierwszych badaniach DNA. Obecnie traci ona wpływ na rzecz nowych klasyfikacji – przedstawionych poniżej – które opierają się na wynikach najnowszych badań dowodów kopalnych i molekularnych. Nie ma jednak do tej pory powszechnej zgody w wielu kwestiach taksonomicznych. Dowody ze współczesnej anatomii ptaków, skamieniałości i DNA są co prawda wykorzystywane w optymalizacji klasyfikacji, ale na razie nie przynoszą niepodważalnego rozwiązania, które zadowalałoby wszystkich badaczy.

### Rzędy ptaków nowoczesnych (Neornithes)
Najbardziej aktualnymi i wpływowymi na świecie klasyfikacjami są:
- Josepa del Hoyo HBW and BirdLife International Illustrated Checklist of the Birds of the World wydana w dwóch tomach, z których pierwszy wydany był w roku 2014 a drugi – w 2016 z ramienia Lynx Editions i na bieżąco uaktualniana na stronie internetowej BirdLife International;

- Gilla i Wrighta Birds of the World: Recommended English Names wydana w 2006 z ramienia IOC i na bieżąco uaktualniana na stronie internetowej;
- Clementsa The Clements Checklist of Birds of the World, 6. edycja z 2007 i na bieżąco uaktualniana na stronie internetowej;
- i wydana przez Dickinsona The Howard and Moore Complete Checklist of Birds of the World, 3. edycja z 2003 (nie jest uaktualniana na bieżąco, choć została wydana edycja 4, która dostępna jest również na stronie organizacji The Trust for Avian Systematics).

Poza tym w Polsce jest używana także klasyfikacja Mielczarka i Cichockiego – Polskie nazewnictwo ptaków świata z 1999 – uaktualniana na bieżąco i dostępna na stronie UJ. Poniższa tabela przedstawia rzędy ptaków nowoczesnych, które są wyróżnione przez przynajmniej jedną z tych klasyfikacji. Różnice między klasyfikacjami są oznaczone polami w kolorze khaki; jeżeli jeden z rzędów nie jest uwzględniony w danym podejściu systematycznym, należy on do najbliższego uznawanego przez tę klasyfikację rzędu nad nim. W klasyfikacji Mielczarka i Cichockiego polskie nazwy rzędów odpowiadają naukowym w tej samej linijce. Nazwy w nawiasach nie są uwzględnione jako rzędy w tej systematyce. Tabela nie uwzględnia wymarłych rzędów ptaków nowoczesnych, jak: Aepyornithiformes, Dinornithiformes, Diatrymiformes i Sandcoleiformes.
| Klasyfikacje rzędów ptaków nowoczesnych | Klasyfikacje rzędów ptaków nowoczesnych | Klasyfikacje rzędów ptaków nowoczesnych | Klasyfikacje rzędów ptaków nowoczesnych | Klasyfikacje rzędów ptaków nowoczesnych | Przedstawiciele rzędów | Przedstawiciele rzędów | Przedstawiciele rzędów |
| Del Hoyo 16                             | Gill&Wright 06                          | Clements 07                             | Howard&Moore 03                         | Mielczarek&Cichocki                     |                        |                        |                        |
| Struthioniformes                        | Struthioniformes                        | Struthioniformes                        | Struthioniformes                        | strusie                                 |                        |                        |                        |
|                                         | Rheiformes                              |                                         | Rheiformes                              | nandu                                   |                        |                        |                        |
|                                         | Casuariiformes                          |                                         | Casuariiformes                          | kazuarowe                               |                        |                        |                        |
|                                         | Apterygiformes                          |                                         | Apterygiformes                          | kiwi                                    |                        |                        |                        |
|                                         | Tinamiformes                            | Tinamiformes                            | Tinamiformes                            | kusacze                                 |                        |                        |                        |
| Galliformes                             | Galliformes                             | Galliformes                             | Galliformes                             | grzebiące                               |                        |                        |                        |
| Anseriformes                            | Anseriformes                            | Anseriformes                            | Anseriformes                            | blaszkodziobe                           |                        |                        |                        |
| Gaviiformes                             | Gaviiformes                             | Gaviiformes                             | Gaviiformes                             | nury                                    |                        |                        |                        |
| Procellariiformes                       | Procellariiformes                       | Procellariiformes                       | Procellariiformes                       | rurkonose                               |                        |                        |                        |
| Sphenisciformes                         | Sphenisciformes                         | Sphenisciformes                         | Sphenisciformes                         | pingwiny                                |                        |                        |                        |
| Podicipediformes                        | Podicipediformes                        | Podicipediformes                        | Podicipediformes                        | perkozy                                 |                        |                        |                        |
| Phoenicopteriformes                     | Phoenicopteriformes                     | Phoenicopteriformes                     | Phoenicopteriformes                     | flamingi                                |                        |                        |                        |
| Ciconiiformes                           | Ciconiiformes                           | Ciconiiformes                           | Ciconiiformes                           | brodzące                                |                        |                        |                        |
| Pelecaniformes                          | Pelecaniformes                          | Pelecaniformes                          | Pelecaniformes                          | pełnopłetwe                             |                        |                        |                        |
| Suliformes                              | [ c ]                                   |                                         | [ c ]                                   | (głuptaki)                              |                        |                        |                        |
| Phaethontiformes                        | [ c ]                                   |                                         | [ c ]                                   | (faetony)                               |                        |                        |                        |
| Falconiformes                           | Falconiformes                           | Falconiformes                           | Falconiformes                           | szponiaste                              |                        |                        |                        |
| Cariamiformes                           | [ c ]                                   |                                         | [ c ]                                   | (kariamy)                               |                        |                        |                        |
| Accipitriformes                         | [ c ]                                   |                                         | [ c ]                                   | (jastrzębiowe)                          |                        |                        |                        |
| Cathartiformes                          | [ c ]                                   |                                         | [ c ]                                   | kondorowe                               |                        |                        |                        |
| Gruiformes                              | Gruiformes                              | Gruiformes                              | Gruiformes                              | żurawiowe                               |                        |                        |                        |
| Otidiformes                             | [ c ]                                   |                                         | [ c ]                                   | (dropie)                                |                        |                        |                        |
| Mesitornithiformes                      | [ c ]                                   |                                         | [ c ]                                   | (madagaskarniki)                        |                        |                        |                        |
| Eurypygiformes                          | [ c ]                                   |                                         | [ c ]                                   | (słonecznice)                           |                        |                        |                        |
| Charadriiformes                         | Charadriiformes                         | Charadriiformes                         | Charadriiformes                         | siewkowe                                |                        |                        |                        |
|                                         |                                         |                                         | Turniciformes                           | (przepiórniki)                          |                        |                        |                        |
| Columbiformes                           | Columbiformes                           | Columbiformes                           | Columbiformes                           | gołębiowe                               |                        |                        |                        |
| Pterocliformes                          | [ g ]                                   | Pteroclidiformes                        | Pteroclidiformes                        | stepówki                                |                        |                        |                        |
| Psittaciformes                          | Psittaciformes                          | Psittaciformes                          | Psittaciformes                          | papugowe                                |                        |                        |                        |
| Cuculiformes                            | Cuculiformes                            | Cuculiformes                            | Cuculiformes                            | kukułkowe                               |                        |                        |                        |
| Musophagiformes                         | Musophagiformes                         |                                         | Musophagiformes                         | turakowe                                |                        |                        |                        |
| Opisthocomiformes                       | Opisthocomiformes                       |                                         | [ c ]                                   | hoacyny                                 |                        |                        |                        |
| Strigiformes                            | Strigiformes                            | Strigiformes                            | Strigiformes                            | sowy                                    |                        |                        |                        |
| Caprimulgiformes                        | Caprimulgiformes                        | Caprimulgiformes                        | Caprimulgiformes                        | lelkowe                                 |                        |                        |                        |
|                                         | Apodiformes                             | Apodiformes                             | Apodiformes                             | jerzykowe                               |                        |                        |                        |
|                                         |                                         |                                         |                                         | Trochiliformes – kolibry                |                        |                        |                        |
| Coliiformes                             | Coliiformes                             | Coliiformes                             | Coliiformes                             | czepigi                                 |                        |                        |                        |
| Trogoniformes                           | Trogoniformes                           | Trogoniformes                           | Trogoniformes                           | trogony                                 |                        |                        |                        |
| Coraciiformes                           | Coraciiformes                           | Coraciiformes                           | Coraciiformes                           | kraskowe                                |                        |                        |                        |
| Leptosomiformes                         | [ c ]                                   |                                         | [ c ]                                   | (kurole)                                |                        |                        |                        |
| Bucerotiformes                          | [ c ]                                   |                                         | Bucerotiformes                          | (dzioborożce)                           |                        |                        |                        |
|                                         |                                         |                                         | Upupiformes                             | (dudki)                                 |                        |                        |                        |
| Piciformes                              | Piciformes                              | Piciformes                              | Piciformes                              | dzięciołowe                             |                        |                        |                        |
|                                         |                                         | Galbuliformes                           | [ c ]                                   | (złotopióry)                            |                        |                        |                        |
| Passeriformes                           | Passeriformes                           | Passeriformes                           | Passeriformes                           | wróblowe                                |                        |                        |                        |

### Starsza postać
Klasyfikacja ptaków podana w Larousse. Ziemia, rośliny, zwierzęta:
- Gromada Aves – ptaki
  - Podgromada: Archaeornithes † – praptaki
  - Podgromada: Neornithes – ptaki właściwe
    - Nadrząd: Odontognathae †
    - Nadrząd: Paleognathae (prawie dawne Ratitae)
    - Nadrząd: Neognathae (prawie dawne Carinatae)

## Występowanie

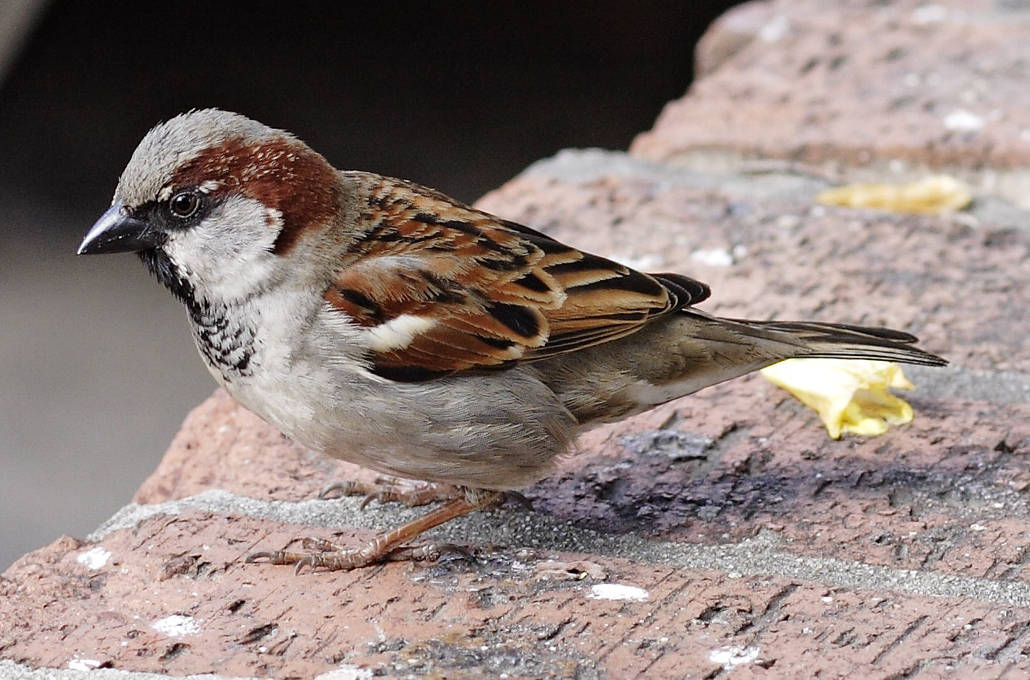
Zasięg występowania wróbla zwyczajnego poszerzył się znacznie w związku z działalnością człowieka

Ptaki żyją i rozmnażają się w prawie wszystkich ziemskich biotopach na każdym z siedmiu kontynentów. Najbardziej na południe wysuniętym siedliskiem są kolonie lęgowe petrela śnieżnego znajdujące się do 440 kilometrów w głębi Antarktydy. Najwyższa różnorodność gatunkowa ptaków występuje w regionach tropikalnych – co może być wynikiem ogólnie wyższego stopnia specjacji w warunkach tropikalnych albo częstszych przypadków wymierania gatunków na szerokościach geograficznych z umiarkowanym klimatem. Niektóre z rodzin ptaków przystosowały się do życia na oceanach, jak i w ich wodach, np. pingwiny obserwowano na głębokościach do 300 m p.p.m. Kilka gatunków ptaków morskich pojawia się na lądzie jedynie w okresie lęgowym.
Wiele gatunków ptaków stworzyło populacje w regionach, do których zostały wprowadzone przez człowieka. Niektóre z nich – umyślnie, np. bażant, który został introdukowany jako ptak łowny niemal na całym świecie.
Inne wprowadzenia były przypadkowe, jak np. południowoamerykańskiego gatunku mnichy, którego osobniki po ucieczce z hodowli zaaklimatyzowały się w wielu północnoamerykańskich i europejskich miastach. Pewne gatunki, wliczając czaplę złotawą, trębacza jasnogłowego i kakadu różową, rozprzestrzeniły się w naturalny sposób daleko poza granice swojego pierwotnego obszaru występowania w związku z przekształcaniem środowisk naturalnych w tereny rolnicze, które stały się dla tych ptaków odpowiednim siedliskiem.

## Anatomia i morfologia

Budowa zewnętrzna ptaka: 1 dziób, 2 głowa, 3 tęczówka, 4 źrenica, 5 górna część grzbietu, 6 małe pokrywy skrzydłowe, 7 barkówki, 8 średnie pokrywy skrzydłowe, 9 lotki trzeciego rzędu, 10 kuper, 11 lotki pierwszego rzędu, 12 podbrzusze, 13 udo, 14 staw skokowy, 15 skok, 16 stopy, 17 goleń, 18 brzuch, 19 skrzydło, 20 klatka piersiowa, 21 gardło, 22 korale, 23 pasek oczny

W porównaniu z innymi kręgowcami, budowa ciała ptaków wykazuje wiele niezwykłych adaptacji, głównie ułatwiających latanie.

### Układ kostny
Szkielet składa się z wielu lekkich kości. Mają one duże jamy wypełnione powietrzem (zwane jamami pneumatycznymi), połączone z układem oddechowym. Powietrzem nie są wypełnione tylko kości dłoni, czaszki, miednicy i przedramienia. Kości czaszki są połączone i nie widać między nimi szwów. Oczodoły są duże i oddzielone kostną przegrodą. Kręgosłup składa się z odcinków; szyjnego, piersiowego, lędźwiowego i ogonowego, z bardzo różnorodną liczbą kręgów szyjnych. Odcinek szyjny jest szczególnie elastyczny, ale ruchomość jest ograniczona w przedniej części odcinka piersiowego i nieobecna w dalszych kręgach. Kręgi odcinka lędźwiowego są zrośnięte z miednicą, tworząc synsakrum, a ostatnie kręgi odcinka ogonowego tworzą pygostyl. Żebra są spłaszczone, a mostek (z wyjątkiem nielotów) jest zaopatrzony w grzebień stanowiący przyczep dla mięśni biorących udział w lataniu. Kończyny przednie są przekształcone w skrzydła. Charakterystyczne dla ptaków są również obojczyki zrośnięte w widełki (furcula) oraz żebra mostkowe złożone z dwóch części połączonych ruchomo, co umożliwia zmiany objętości klatki piersiowej.

### Układ moczowo-płciowy
Samice ptaków mają tylko lewy jajnik i jajowód. Podobnie jak gady, ptaki są pierwotnie urikoteliczne. Kwas moczowy jest wydalany jednocześnie z kałem jako półstała wydalina (kałomocz), ponieważ ptaki nie mają oddzielnego pęcherza moczowego (oprócz strusi) ani cewki moczowej. Niektóre ptaki, np. kolibry mogą być jednak w szczególnych warunkach amonioteliczne, tzn. wydalać azotowe produkty przemiany materii jako amoniak. Ptaki wydalają również kreatynę, a nie kreatyninę jak ssaki. Wydaliny ptaków są usuwane przez kloakę, która jest wielofunkcyjnym otworem: służy do wydalania, kopulacji i składania jaj przez samice. Dodatkowo, wiele gatunków ptaków zwraca przez otwór gębowy wypluwki.

### Układ pokarmowy
Układ pokarmowy ptaków jest unikatowy – zawiera wole, służące do przechowywania pokarmu, oraz żołądek mięśniowy, w którym znajdują się połknięte kamienie rozcierające pokarm i rekompensujące brak zębów. Większość ptaków jest przystosowana do szybkiego trawienia, aby ułatwić latanie. Niektóre ptaki wędrowne mają też zdolność do redukcji części jelita przed migracją.

### Układ oddechowy

Układ oddechowy ptaków

Ptaki mają jeden z najbardziej skomplikowanych układów oddechowych ze wszystkich zwierząt. Ich płuca są pozbawione opłucnej. Podczas wdechu 75% świeżego powietrza omija płuca i kieruje się bezpośrednio do tylnych worków powietrznych, które ciągną się od płuc i łączą z przestrzeniami powietrznymi w kościach. Pozostałe 25% powietrza płynie bezpośrednio do płuc. Podczas wydechu zużyte powietrze wydostaje się z płuc, a powietrze zachowane w tylnych workach powietrznych jest jednocześnie przenoszone do płuc. Dzięki temu świeże powietrze przepływa przez płuca ptaka zarówno podczas wdechu, jak i wydechu. Ptaki wydają dźwięki za pomocą krtani tylnej – mięśniowej komory z kilkoma błonami bębenkowymi, która znajduje się na dolnym końcu tchawicy, czyli tam, gdzie rozdziela się ona na oskrzela.

### Układ krwionośny
Serce ptaków jest czterodziałowe i do krążenia ogólnego wychodzi z niego prawy łuk aorty (w przeciwieństwie do ssaków, które mają lewy łuk aorty). Krew żylna uchodzi do prawego przedsionka, a następnie przepływa do prawej komory, skąd wypływa do płuc. Z płuc krew wraca do lewego przedsionka, a następnie lewej komory, z której uchodzi aorta. Żyła główna dolna przenosi krew od kończyn przez układ wrotny nerek. W przeciwieństwie do ssaków, krwinki czerwone ptaków mają jądro. Układ krwionośny umożliwia utrzymywanie stałej temperatury ciała ptaków, która wynosi 39,5 °C.

### Układ nerwowy i narządy zmysłów

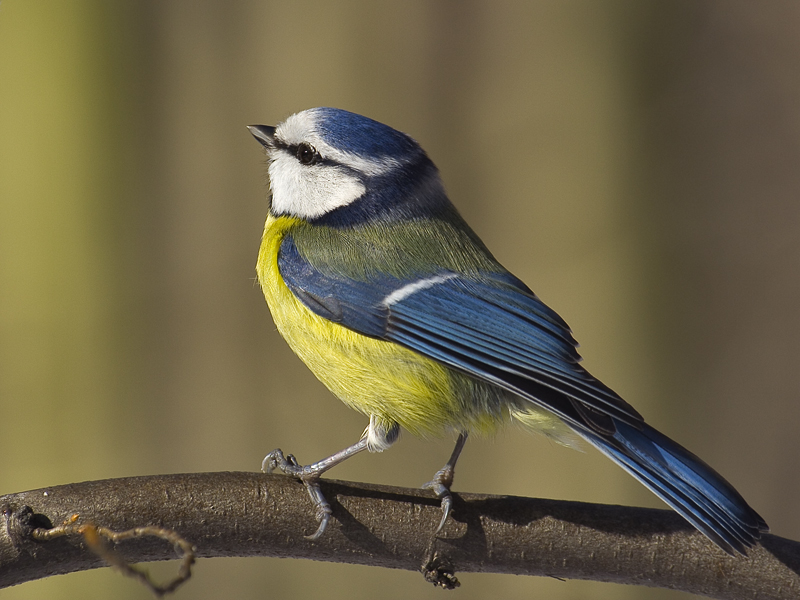
Samce sikory modrej demonstrują podczas toków pióra na głowie, o niewidocznej dla człowieka, ultrafioletowej barwie

Układ nerwowy ptaków jest dobrze rozwinięty. Najlepiej ukształtowane części mózgu to móżdżek, który koordynuje ruchy, oraz kresomózgowie, które odpowiada za nawigację, behawior, gody i budowanie gniazd. Większość ptaków ma słaby zmysł węchu; godnymi uwagi wyjątkami są: kiwi, kondorowate i rurkonose.

#### Wzrok
Zmysł wzroku jest u większości gatunków ptaków zwykle dobrze rozwinięty i dominuje wśród innych narządów zmysłów. Poruszanie się w powietrzu, pośród koron drzew lub obserwowanie ziemi z dużej wysokości wymogło na ewolucji stopniowe jego ulepszenie. Stąd to w tej gromadzie współczesnych kręgowców znajdują się gatunki o najlepiej wykształconym wzroku.
Oczy ptaków są umieszczone po obu stronach głowy, a pole widzenia wynosi ok. 300°. U ptaków drapieżnych są położone bardziej z przodu, co poprawia parametry widzenia stereoskopowego i związaną z tym percepcję głębi. Sowy, u których nieruchomo osadzone w czaszce oczy są położone najbardziej z przodu, rekompensują to dużymi możliwościami obrotu głowy do tyłu – w zakresie do 270°. Ich wzrok dostosowany jest do widzenia w nocy – przeważają pręciki, liczba czopków i komórek wrażliwych na kolor jest niewielka.
Ptaki wodne mają specjalne elastyczne soczewki umożliwiające przystosowanie do widzenia w powietrzu i w wodzie. W pręcikach ptaków znajdują się kropelki zabarwionego tłuszczu (zwykle żółte lub pomarańczowe, rzadziej zielone). Powodem może być odmienność promieni słonecznych padających z góry lub odbitych od podłoża. Ptaki cechuje widzenie tetrachromatyczne, co oznacza, że oprócz czopków reagujących na światło czerwone, zielone i niebieskie, mają też czopki wrażliwe na ultrafiolet. Umożliwia im to widzenie światła ultrafioletowego, które jest związane z zalotami. Wiele ptaków ma wzory na upierzeniu w ultrafiolecie, które są niewidoczne dla ludzkiego oka; niektóre ptaki, podobne do siebie, więc postrzegane przez człowieka jako tej samej płci, w rzeczywistości różnią się obecnością ultrafioletowych łat na piórach. Samiec sikory modrej ma ultrafioletową łatę na głowie, która jest pokazywana podczas zalotów poprzez pozowanie i stroszenie piór na karku. Światło ultrafioletowe jest używane również podczas poszukiwania pożywienia – wykazano, że pustułki znajdują ofiary, wykorzystując ultrafioletowe ślady moczu pozostawione na ziemi przez gryzonie. Jak dowiedziono, niektóre gatunki potrafią dostrzec kierunek polaryzacji promieni świetlnych, co ma ogromne znaczenie przy orientowaniu się w przestrzeni.

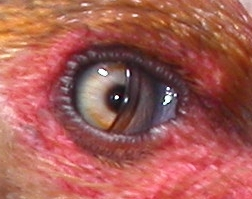
Ptaki – tu kura domowa – „mrugają” migotką poziomo

Powieki ptaków nie są używane do mrugania. Ich oczy są nawilżane za pomocą migotki – trzeciej powieki, która porusza się poziomo. Migotka pokrywa również oko i działa jak soczewka kontaktowa u wielu wodnych ptaków (w jej środku znajduje się pole załamujące odmienne promienie świetlne, co daje ostrość obrazu pod wodą). Zwilża powierzchnię oka bez chwilowej utraty widoczności. Siatkówka ptaków ma narząd w kształcie wachlarza wypełniony krwią i zwany grzebieniem, którego zadaniem jest jej odżywianie oraz zaopatrywanie w tlen. Odbiera jednocześnie dwutlenek węgla. Choć komórki siatkówki cechuje intensywna przemiana materii, to wnętrze tego elementu oka ani u ptaków, ani u ssaków nie jest ukrwione (naczynia krwionośne nie wnikają w warstwy komórek siatkówki). Grzebień pozwala na dostarczanie niezbędnych substancji również od wnętrza oka (u ssaków funkcję tę pełni jedynie zewnętrznie położona naczyniówka).

Większość ptaków nie może poruszać oczami, chociaż są wyjątki, np. kormoran czarny. Ptaki z oczami po bokach głowy mają szerokie pole widzenia, natomiast ptaki z oczami z przodu głowy, takie jak sowy, cechuje widzenie stereoskopowe i potrafią one ocenić głębię pola widzenia.

Dodatkową specyfiką ptaków jest liczba włókien w nerwie wzrokowym. Podczas gdy u człowieka wynosi przeciętnie 1,2 mln, a u królika 394 tys., to u gołębia aż 2379 tys. Oznacza to, że ptasia siatkówka przekazuje dwa razy więcej informacji wzrokowej nerwem niż ludzka. Poza tym u większości gatunków omawianej gromady kręgowców w każdej gałce ocznej występują 2 plamki ostrego widzenia (tzw. plamka żółta). Pozwala to dostrzegać jednocześnie 3 ostre punkty: z przodu ciała, po lewej i po prawej. U mew i rybitw występują aż 3 takie plamki. Warto wspomnieć, że niektóre gatunki drapieżnych ptaków mają kształt siatkówki pozwalający na uginanie promieni świetlnych w plamce ostrego widzenia, co skutkuje powiększeniem obrazu.

Kolejną przewagą wzroku ptaków nad wzrokiem ssaków są mięśnie pozwalające na obserwowanie przedmiotów rozmaicie oddalonych. U tych pierwszych są to włókna prążkowane, które szybciej działają niż mięśnie gładkie w oczach gromady Mammalia.
Sama gałka oczna jest stosunkowo bardzo duża, a u średniej wielkości ptaków drapieżnych przekracza wielkością ludzką. Jednak prawidłową jej wielkość można ocenić dopiero po wyjęciu jej z czaszki. Oko ptaka nie jest okrągłe tak jak u ssaków. Na zewnątrz rogówki biegnie okrężne zagłębienie. Jej średnica jest mniejsza od pozostałej części gałki. Obie stykają się ze sobą w środkowej części głowy. Dzieli je jedynie skostniała częściowo przegroda. Dlatego też oko puchacza osiąga rozmiary 36 mm, a u większości ptaków oba narządy wzroku przewyższają masę ich mózgu.

Ptaki naziemne mają oczy krótkie – ze spłaszczoną gałką i o bardzo wielkiej siatkówce, co oznacza bardzo szerokie pole widzenia. U siewkowatych pola widzenia obu oczu nakładają się na siebie nie tylko z przodu (podobnie jak u człowieka), ale i z tyłu głowy. Ptak nie musi więc poruszać głową by widzieć cały horyzont jednocześnie. Łatwiej dzięki temu dostrzega niebezpieczeństwo, niezależnie od tego z której strony nadchodzi. Taki ogromny obszar dochodzący do siatkówki nie daje jednak ostrego obrazu. Gatunki sprawnie latające, jak orły i sępy, czy ptaki nocne mają długie oczy o kształcie zbliżonym do cylindra. Siatkówka jest mała, a ich soczewki rzucają na nią obrazy dość niewielkich fragmentów otoczenia. Powoduje to, że odległe przedmioty przybierają duże rozmiary, a słabo oświetlone obrazy cechuje duża jasność. Działanie ich wzroku przypomina aparat fotograficzny z teleobiektywem. Dlatego też myszołów szybujący nad polami, by przejrzeć całą powierzchnię pod sobą musi kierować oczy w różnych kierunkach, ale dokładność analizy obrazu jest znakomita.
Opisane powyżej cechy ptasiego narządu wzroku (choć nie bez znaczenia pozostaje dobrze rozwinięty mózg potrafiący sprawnie analizować dochodzący obraz) sprawiają, że wyróżnia się on wyjątkowymi zdolnościami. Dzięki niemu pustułka lecąca na wysokości kilkunastu metrów widzi wychodzącego z norki gryzonia, sęp krążący tak wysoko, że nie jest dostrzegalny przez człowieka na niebie, dostrzega zdychające zwierzę lub swojego konkurenta o pokarm z odległości kilku kilometrów, a jerzyk w swym locie o prędkości 20 m/s potrafi odróżnić pozbawione żądeł trutnie od żądlących robotnic pszczoły.

#### Słuch
Uszy ptaków nie posiadają małżowin usznych, ale są pokryte piórami, chociaż u niektórych ptaków, np. u puszczykowatych z rodzaju Asio, Bubo i Otus pióra te tworzą kępki przypominające małżowiny uszne. W uchu wewnętrznym znajduje się ślimak, ale nie jest on skręcony spiralnie jak u ssaków. Położenie otworów usznych u niektórych sów jest po obu stronach głowy asymetryczne – jeden jest wyżej, drugi niżej. Umożliwia to lepszą lokalizację ofiar w nocy, pod warstwą liści i nawet śniegu, ze względu na minimalne różnice czasowe (do 0,00003 sek.) między usłyszeniem dźwięku każdym uchem.

### Obrona chemiczna
Kilka gatunków ptaków jest zdolnych do używania obrony chemicznej przed drapieżnikami. Niektórzy przedstawiciele rurkonosych potrafią wydzielić nieprzyjemną ciecz przeciwko agresorowi, a skóra i pióra niektórych gatunków fletówek z rodzaju Pitohui z Nowej Zelandii zawierają mocną neurotoksynę. Także młode dudki wytwarzają kał o nieprzyjemnym dla wroga zapachu.

### Determinacja płci
Płeć ptaków jest determinowana przez chromosomy Z i W, a nie X i Y, jak u ssaków. Samce mają dwa chromosomy Z (ZZ), a samice chromosom W oraz Z (WZ). U prawie wszystkich gatunków płeć zostaje zdeterminowana przy zapłodnieniu. Jedno z ostatnich badań wykazało jednak determinację płci zależną od temperatury u nogala brunatnego, u którego wyższa temperatura podczas inkubacji zwiększa stosunek samic do samców.

### Pióra i upierzenie

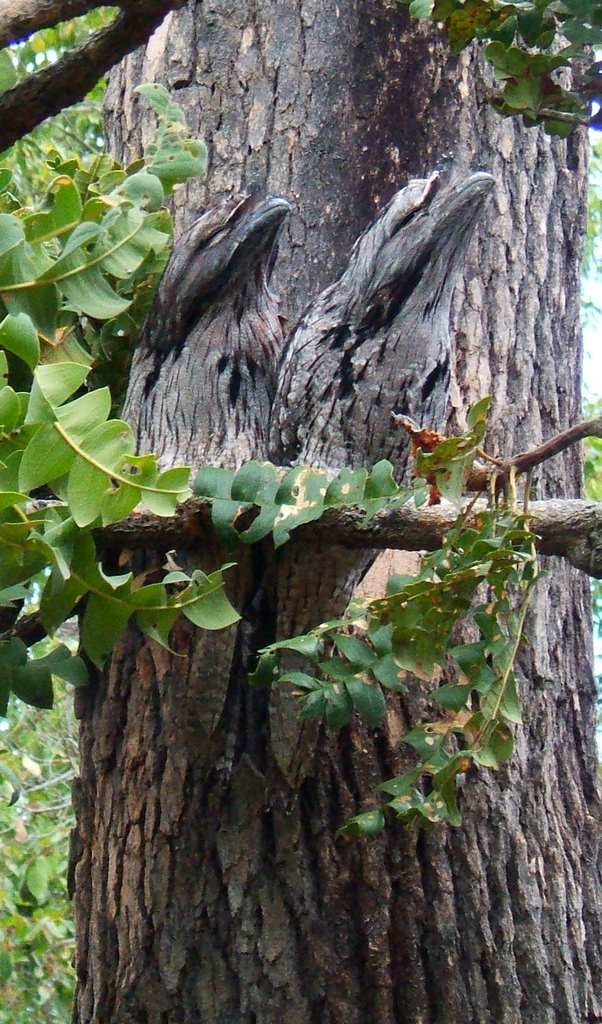
Upierzenie paszczaka australijskiego pozwala mu na kamuflaż

Pióra są cechą charakterystyczną ptaków. Spełniają wiele różnorodnych funkcji: umożliwiają latanie, zapewniają izolację, która pomaga w termoregulacji i są używane podczas godów oraz do kamuflażu i dawania sygnałów. Jest kilka typów piór, z których każdy służy do innych celów. Pióra są wytworami epidermy przyczepionymi do skóry i wyrastają tylko ze specyficznych miejsc na skórze zwanych pteryliami. Rozmieszczenie pteryliów ma znaczenie w taksonomii i systematyce. Ułożenie i wygląd piór na ciele, zwane upierzeniem, może być różne u gatunków w zależności od wieku, statusu społecznego i płci.
Upierzenie jest regularnie zrzucane. Standardowe upierzenie, które powstaje podczas pierzenia po okresie rozrodczym jest znane jako „upierzenie nierozrodcze” lub – w terminologii Humphrey-Parkes – jako „upierzenie podstawowe”. „Upierzenie rozrodcze” lub odmiany „upierzenia podstawowego” znane są w systemie Humphrey-Parkes jako „upierzenie alternatywne”. Pierzenie następuje zwykle raz w roku, chociaż niektóre ptaki mogą zrzucać upierzenie dwa razy w roku, a duże ptaki drapieżne mogą pierzyć się tylko raz na kilka lat. Sposoby pierzenia są różne u różnych gatunków. U niektórych lotki ze skrzydeł są zrzucane i odrastają, zaczynając od zewnętrznych piór do wewnętrznych (dośrodkowo), a niektóre wymieniają pióra, zaczynając od tych, które znajdują się wewnątrz (odśrodkowo). Niewielka liczba gatunków, np. kaczki i gęsi, traci wszystkie lotki jednocześnie, stając się czasowo niezdolnymi do lotu. Dośrodkowe zrzucanie sterówek występuje np. u kurowatych. Odśrodkowe zrzucanie sterówek jest spotykane m.in. u dzięciołów i pełzaczowatych, chociaż zaczyna się od drugiego wewnętrznego pióra i kończy na centralnym, więc ptak zachowuje funkcjonalność ogona. U wróblowych lotki pierwszorzędowe wymieniane są do zewnątrz, lotki drugorzędowe do wewnątrz, a sterówki od centrum na zewnątrz. Przed sezonem lęgowym samice większości gatunków ptaków tracą pióra w pobliżu brzucha. Skóra w tym miejscu jest dobrze zaopatrzona w naczynia krwionośne i pomaga ptakowi w wysiadywaniu jaj.
Pióra wymagają opieki, więc ptaki codziennie czyszczą albo pielęgnują je, poświęcając na te czynności 9% ich dziennego czasu. Używają dzioba do zmiatania drobin i do nakładania woskowej wydzieliny gruczołu kuprowego, która zapewnia elastyczność piór i działa jako środek przeciwbakteryjny, hamując rozwój bakterii niszczących pióra. Podobne działanie ma kwas mrówkowy, który ptaki otrzymują podczas nacierania piór mrówkami, aby usunąć pasożyty.

### Lot

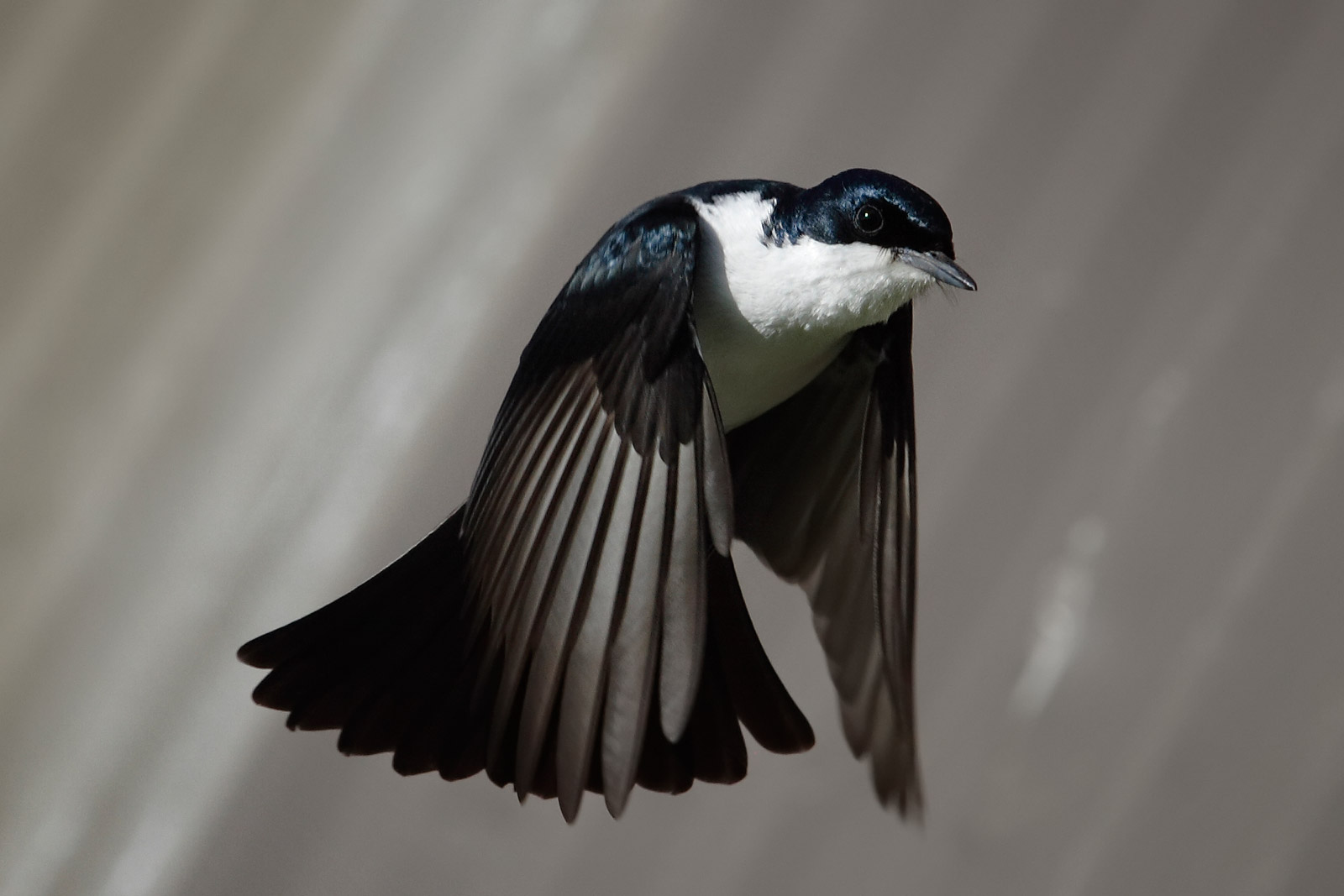
Muszarka białogardła z rodziny monarkowatych podczas lotu trzepoczącego

Większość ptaków potrafi latać, co odróżnia je od prawie wszystkich innych kręgowców. Lot jest pierwszorzędowym środkiem lokomocji większości gatunków i jest używany podczas zdobywania pokarmu, unikania drapieżników i ucieczki oraz trafiania do miejsc lęgowych. Ptaki cechuje wiele różnych przystosowań do lotu, takich jak lekki szkielet, dwie duże grupy mięśni służących do poruszania w powietrzu: mięśnie piersiowe, które pociągają skrzydło w dół – stanowiące 15% masy ptaka, grzebień na mostku, mięśnie kruczo-ramienne, które unoszą skrzydło do góry oraz zmodyfikowane kończyny przednie (skrzydło), które działają jak profil lotniczy. Kształt i rozmiar skrzydła determinują typ lotu ptaka; wiele gatunków łączy silny, trzepoczący lot ze zużywającym mniej energii lotem szybującym. Około 60 obecnie żyjących gatunków jest nielotami, podobnie jak wiele wymarłych ptaków. Niezdolność do lotu często pojawia się u ptaków żyjących na izolowanych wyspach, prawdopodobnie z powodu nieobecności lądowych drapieżników. Pomimo niezdolności do lotu, pingwiny używają podobnego umięśnienia i ruchów do „latania” pod wodą, podobnie jak alki, niektóre burzykowate i pluszcze.
Lot ptaków współczesnych osiągnął daleko idącą doskonałość, pojawiły się też rozmaite specjalizacje, związane ze środowiskiem i sposobem poruszania się poszczególnych gatunków. Lot wpłynął również w zasadniczy sposób na zmysły i system nerwowy ptaków.

#### Siły działające podczas lotu
Na posuwające się ku przodowi skrzydło ptaka działa siła oporu powietrza, którą można rozłożyć na dwie składowe. Jedna z nich dźwiga skrzydło ku górze, druga hamuje ruch postępowy. Wzajemny stosunek tych składowych zależy od kształtu skrzydła, szybkości ruchu, kąta nachylenia skrzydła w stosunku do kierunku ruchu, a także od takich mniej ważnych okoliczności jak temperatura, wzniesienie nad poziom morza itd. Okazało się, że najkorzystniejszy stosunek sił przy zwykłych szybkościach lotu występuje wówczas, gdy kąt nachylenia skrzydła względem kierunku ruchu wynosi około 3–4°. Wówczas siła dźwigająca jest stosunkowo największa, a siła hamująca najmniejsza. Pod tym kątem ustawione są zwykle skrzydła ptaków w locie szybującym.
Siła dźwigająca skrzydło ku górze powstaje tylko wówczas, gdy ptak posuwa się ku przodowi w stosunku do powietrza. Tymczasem powietrze hamuje ruch postępowy. Aby móc posuwać się naprzód, ptak musi więc albo machać skrzydłami, albo – jeśli znajduje się na dużej wysokości – może uzyskać szybkość przez wykorzystanie siły ciążenia. Jeśli prąd powietrza płynie szybko ku górze, szybujący ptak może się wznosić bez poruszania skrzydłami. Przyciąganie ziemskie pełni tu funkcję podobną do funkcji sznurka od latawca.

#### Lot szybujący
Prawie wszystkie ptaki szybują. Ptaki małe lecą w ten sposób tylko przed lądowaniem, ptaki duże mogą unosić się w powietrzu bez poruszania skrzydłami przez dłuższy czas. Wśród ptaków często latających lotem ślizgowym spotyka się dwa typy specjalizacyjne. W jednym z nich skrzydła są bardzo długie i wąskie, w drugim są krótsze, lecz szersze. Skrzydło długie i wąskie stawia większy opór ruchowi postępującemu niż posiadające tę samą powierzchnię skrzydło krótsze. Skrzydło długie ma natomiast większą siłę unoszącą. Wskutek różnicy ciśnień panujących na górnej i dolnej powierzchni skrzydła, na końcu skrzydła powietrze wymyka się z dołu ku górze. Im skrzydło krótsze, tym strata siły dźwigającej powodowana tym procesem jest większa. Wirom tworzącym się na końcu skrzydła przeciwdziałają wydłużone pojedyncze lotki, oddzielone wąskimi szczelinami, bardzo wyraźne u niektórych ptaków. Szczeliny te tworzą się dzięki temu, że końcowe odcinki chorągiewek piór są zwężone.
Długotrwały lot szybujący polega na wykorzystywaniu prądów powietrznych do unoszenia się, bez potrzeby poruszania skrzydłami. Jest to możliwe wówczas, gdy występują prądy wstępujące, albo gdy na niewielkich różnicach wysokości istnieją znaczne różnice w szybkości wiatru.
Wstępujące prądy powietrza pojawiają się w rozmaitych okolicznościach. Powodami ich mogą być nierówności powierzchni ziemi, na które natrafia wiatr, lub różnice w nagrzewaniu się podłoża oświetlonego słońcem, w zależności od występowania zbiorników wodnych, szaty roślinnej itd. Również i nad zupełnie jednolitym obszarem w pogodnym dniu pojawiają się prądy wstępujące. Powietrze bliskie ziemi ogrzewa się najsilniej, a jako najcieplejsze jest najlżejsze, natomiast warstwy oddalone od powierzchni są chłodniejsze, a więc cięższe. Swobodnemu mieszaniu się warstw przeciwdziała lepkość powietrza. Jeśli w pewnym punkcie lepkość zostanie przezwyciężona i powietrze ciepłe zacznie dźwigać się w górę, przebije ono leżące wyżej warstwy chłodne, tworząc niewidoczny dla oka ludzkiego komin termiczny, który wysysa ciepłe powietrze ze swego sąsiedztwa. Kominy takie mają dość znaczną trwałość.
Wielkie ptaki, wykorzystujące wstępujące prądy powietrzne do szybowania, jak np. sępy, rozpoczynają lot dopiero w parę godzin po wschodzie słońca, gdy ziemia wyraźnie się ogrzeje. Niekiedy można dostrzec z daleka miejsce, w którym tworzy się silny komin: bezpośrednio nad ziemią powstaje wir powietrzny, unoszący w górę wyschnięte szczątki roślin, zaś na szczycie komina może się zjawić obłok. Sępy potrafią wykorzystać taką informację i odszukać za jej pomocą prąd powietrzny. Położenie słabszych kominów jest jednak niedostrzegalne. Obserwując sępy na stepach Afryki z samolotu, przekonano się, w jaki sposób ptaki te odszukują prądy powietrzne. Otóż lecą one grupą w znacznym rozproszeniu, obserwując się wzajemnie. Gdy któryś z ptaków natrafi na komin, wznosi się w nim, zataczając koła. Na ten widok pozostałe ptaki kierują się ku podstawie komina i kołując, zyskują na wysokości. Gdy uniosą się tak wysoko, że siła działania komina się zmniejszy lub też zimno czy spadek ciśnienia przestaną im dogadzać, rozlatują się w różnych kierunkach, wykorzystując opadanie jako źródło napędu. Gdy znów jeden z osobników natrafi na następny komin, ptaki skupiają się przy nim w podobny sposób.
Taka metoda lotu umożliwia odżywianie się padliną, która nie jest zbyt obfita. Ptaki mogą przeszukać ogromną przestrzeń przy zużyciu niewielkiej energii i odnajdują zwłoki zwierząt, zabitych w nocy przez wielkie drapieżniki.
Wydaje się, że w sposób podobny do sępów podróżują bociany w czasie przelotów, i że w tym leży sens skupiania się tych ptaków w stada pod koniec lata. Pojedynczy bocian miałby trudności z odszukiwaniem prądów powietrznych, musiałby więc wydatkować na przelot więcej energii niż mógłby jej nagromadzić. Przypuszczalnie dlatego odbite od stada pojedyncze ptaki nie odlatują, chociaż w zimie czeka je bez pomocy ludzkiej śmierć z głodu i zimna.
Powierzchnia morza nie ogrzewa się tak silnie, jak ląd w promieniach słońca. Nie ma więc nad morzem kominów termicznych. Natomiast nad otwartą płaszczyzną wodną często wieją wiatry, unosząc wodę w wysokie fale. Nierówna powierzchnia wody silnie hamuje szybkość najniższych warstw powietrza, która gwałtownie wzrasta powyżej szczytów najwyższych fal. Wiatr uderzający w wysoką falę wzbija się w górę, tworząc prąd wstępujący. Ptak pozwala się dźwignąć możliwie wysoko, dostaje się w powietrze pędzące z wielką szybkością, nabiera rozpędu, zawraca i spływa między grzbiety fal w spokojniejsze miejsce, gdzie unosi się tak długo, aż utrata szybkości zmusi go do wykorzystania kolejnego czoła wysokiej fali. Ten sposób żeglowania wymaga skrzydeł o znacznej sile dźwigającej, a więc długich i wąskich. Stąd pochodzą charakterystyczne sylwetki mew, fregat i albatrosów.
Marynarze dawno spostrzegli, że wiele ptaków morskich lata swobodniej w czasie silnego wiatru niż podczas ciszy. Stąd powstały nazwy podkreślające związek tych ptaków z niepogodą, jak burzyki (rodzaj Puffinus) i nawałniki (Hydrobatinae). Jednak bardzo gwałtowne wiatry nie są okolicznością sprzyjającą tym ptakom, gdyż utrudniają im łowienie zdobyczy w wodzie do tego stopnia, że ptaki muszą okresowo głodować. Wskutek różnic w sposobach żeglowania wielkie ptaki morskie nie mogą dokonywać dłuższych przelotów nad lądami, a wielkie ptaki lądowe z trudnością przelatują większe przestrzenie mórz. Dlatego kontynenty stanowią zaporę nie do przebycia dla ptaków morskich, a oceany dla orłów i sępów.

#### Lot czynny
Nawet najsprawniej szybujące ptaki muszą czasem użyć mięśni do wytworzenia napędu, choćby tylko do zerwania się z miejsca. Lot czynny jest zjawiskiem złożonym i wykazuje wielką rozmaitość.
Lot furkoczący (trzepoczący) pozwala nielicznym ptakom na zawisanie w powietrzu w miejscu, a nawet na podnoszenie się pionowo ku górze. W czasie trzepotania ciało ptaka stoi prawie pionowo, ogon skierowany jest ku dołowi. Skrzydła biją szybko w przód i w tył, a siła dźwigająca powstaje dzięki elastyczności piór. Gdy skrzydło posuwa się ku przodowi, opór powietrza wygina pióra ku tyłowi, podobnie gdy skrzydło powraca lotki wyginają się ku przodowi. Po dolnej stronie skośnie ustawionych piór powstaje ciśnienie większe niż po stronie górnej, wskutek czego pojawia się siła unosząca ptaka ku górze.
Trzepotanie w miejscu jest możliwe tylko u małych ptaków. U ptaków większych bezwładność ciężkiego skrzydła spowodowałaby zbyt wielkie straty energii. Mimo to jeszcze gołąb jest zdolny do prawie pionowego wzniesienia się w górę. Większość ptaków średniej wielkości zrywa się do lotu inaczej. Już od pierwszej chwili lot jest połączony z ruchem ku przodowi. Ciało zrywającej się do lotu sroki jest pochylone w stosunku do pionu o około 45°. Uderzanie skrzydłami w dół powoduje unoszenie ciała ku górze, zaś powstające pod działaniem oporu powietrza wygięcie piór powoduje równocześnie powstanie siły ciągu pchającej ptaka ku przodowi. Następnie unoszenie skrzydeł ku górze powoduje obniżenie tułowia, ale pióra wyginają się wówczas w dół, a więc ich ruch wytwarza również siłę ciągu. W locie poziomym skrzydła pełnią równocześnie dwie funkcje: wskutek ruchu całego ptaka ku przodowi są powierzchniami nośnymi, tak samo jak w locie szybującym, oraz ruchy pionowe skrzydeł tworzą wskutek elastyczności piór siłę napędu, przeciwdziałającą hamowaniu lotu przez opór powietrza.
Lotki są niesymetryczne i tkwią w skrzydle niezupełnie nieruchomo. Wskutek tego, gdy skrzydła opadają, pióra tworzą powierzchnię zwartą, nieprzepuszczającą powietrza. Natomiast podczas unoszenia skrzydeł lotki obracają się wzdłuż długiej osi, dzięki czemu powietrze może się między nimi przedostawać. Ponadto szczególnie u dużych ptaków, staw nadgarstka wygina się, a więc dystalna część skrzydła unosi się mniej od proksymalnej. Zmniejsza się przez to strata na wysokości, wywołana dźwignięciem skrzydeł. Mięśnie poruszające skrzydła w dół są też u większości ptaków wielokrotnie silniejsze od mięśni podnoszących skrzydła. Gra tu rolę również fakt, że opuszczenie skrzydeł unosi tułów przeciwko sile ciśnienia, natomiast dźwignięcie skrzydeł jest równoznaczne z opadnięciem tułowia, a więc jest zgodne z działaniem przyciągania ziemskiego. U małych, szybko poruszających skrzydłami ptaków zmiany kształtu skrzydła w czasie ruchu są niewielkie, a u bardzo małych gatunków, zdolnych do zawisania w miejscu, np. u kolibrów, obie antagonistyczne masy mięśniowe mają identyczne rozmiary, gdyż w locie trzepoczącym wykonują taką samą pracę.
Wspomniano już, że lot różnych ptaków wykazuje rozmaite specjalizacje. Tak np. ptaki o krótkich, szerokich skrzydłach i długim ogonie, jak np. sroki, latają powoli, ale potrafią się zwinnie poruszać wśród gęstwiny gałęzi. Ciężko latające bażanty mogą się zrywać w powietrze prawie pionowo, spłoszone przez czworonożnego drapieżnika. Zapewniają im to skrzydła bardzo szerokie i zaopatrzone w mięśnie posiadające prawie równą moc przy unoszeniu i przy opuszczaniu. Bardzo wąskie, wygięte w tył skrzydła jerzyków i niektórych sokołów stawiają mały opór powietrza i są przystosowane do wielkich szybkości lotu. Zdolność ta jest okupiona małą sprawnością szybowania i trudnością startu z płaskiej powierzchni.
Wiele małych ptaków leci po linii falistej: szybko bijąc skrzydłami, unoszą się one ku górze i rozpędzają, po czym zmniejszywszy powierzchnię skrzydeł, lecą najpierw jak rozpędzony kamień, potem otwierając skrzydła, opadają, szybując, aby znowu podfrunąć lotem aktywnym. Ten typ lotu łatwo zaobserwować u wróbla czy dzięciołów.
Jednostronne adaptacje w budowie skrzydła, zapewniające wysoką sprawność w jednym typie lotu, spotykane są u małej liczby gatunków. Częściej występuje budowa pośrednia łącząca dwie lub więcej możliwości, a wówczas sposób latania i budowa skrzydła są wynikiem kompromisu, przy czym ta lub inna sprawność może przeważać. Tak np. gołębie szybko latają, ale mogą także przez moment trzepotać w miejscu, gawrony dobrze szybują, ale sprawnie też wykorzystują lot aktywny. Przykładem interesującej zależności charakteru lotu od okoliczności ubocznych jest stwierdzenie, że wśród europejskich gęsi, kaczek i perkozów istnieje związek między szybkością lotu a sprawnością nurkowania. Ptaki dobrze nurkujące latają szybciej, ptaki nienurkujące latają powoli. Przyczyna jest następująca: szybkość lotu zależy od stosunku ciężaru ciała do powierzchni skrzydeł. Im większa masa przypada na jednostkę powierzchni skrzydła, tym szybciej musi ptak lecieć, aby wytworzyć dostateczną siłę dźwigającą. Ptaki dobrze nurkujące mają małe skrzydła, gdyż przeszkadzają im one w nurkowaniu. Co więcej, do sprawnego nurkowania potrzebne są wielkie i ciężkie mięśnie nóg oraz pasa miednicowego. Tak więc u nurów każdy centymetr kwadratowy skrzydła jest tak obciążony, że ptak musi lecieć z ogromną szybkością, natomiast nieumiejące nurkować gęsi mogą lecieć znacznie wolniej.
Ptaki są zwierzętami dwuśrodowiskowymi, mogą one latać i sprawnie poruszać się po drzewach, latać i pływać, latać i biegać lub też latać i sprawnie wspinać się po skałach. Zdolność lotu wywarła decydujący wpływ na budowę i wiele innych właściwości ptaków, a zwłaszcza na ich rozmiary. Są one stosunkowo małe i lekkie, zgodnie z prawami fizyki rządzącymi aerodynamiką. U niektórych sprawnie latających ptaków budowa organizmu osiąga skrajne proporcje; tak np. fregata wielka (Fregata magnificens), której zasięg skrzydeł wynosi przeszło 2 m, nie dosięga 1 kg ciężaru ciała. Cały szkielet tego ogromnego ptaka waży zaledwie około 100 gramów.
Niektóre dane o maksymalnych szybkościach lotu ptaków (Herzog, 1969):
- jerzyk – 130 km/godz.
- jaskółka dymówka – 90 km/godz.
- sokół wędrowny w locie poziomym – 75 km/godz.
- sokół wędrowny w locie nurkującym – 360 km/godz.
- albatros – 70 km/godz.
- kaczka – 65 km/godz.
- gołąb – 60 km/godz.
- czajka – 50 km/godz.
- wróbel – 42 km/godz.
- sroka – 30 km/godz.

#### Energia lotu
Ptak może wyzwolić w locie duże ilości energii. Przykładem mogą być przeloty ptaków lądowych nad morzem, albo np. następujące obserwacje uzyskane doświadczalnie. Mewy mogą unosić się w tunelu aerodynamicznym (w miejscu, przy szybkości powietrza wynoszącej około 30 km/godz.) bez przerwy przez około 10 godzin. W godzinie lotu zużywają one wówczas ok. 0,5% masy ciała, spalając prawie wyłącznie tłuszcz. Po dziesięciu godzinach tracą więc ok. 5% ciężaru ciała. Ponieważ zaś ptaki potrafią gromadzić tyle tłuszczu, że tworzy on połowę ich masy, zrozumiałe jest, że mogą dokonywać dalekich przelotów wiosennych i jesiennych. Lot jest najekonomiczniejszym sposobem poruszania się kręgowców lądowych. Gołąb np. zużywa ok. cztery dżule na gram ciała i kilometr odległości, zaś podobnych rozmiarów szczur zużywa w tych warunkach ok. 67,2 dżuli, leming aż 168 dżuli, natomiast podobnej wielkości ryba tylko ok. 2 dżule (Tucker 1969).
Szybkość uderzeń skrzydeł:
- koliber – 1500 na minutę.
- jerzyk – 710 na minutę.
- wróbel – 630 na minutę.
- wielkie ptaki – 3–8 na minutę.

Lot wymaga bardzo intensywnej przemiany materii. Przytoczyć tu należy niektóre dane z pracy Poczopki (1971). Zużycie energii wynosi u kręgowców zmiennocieplnych na 24 godziny i kilogram masy ciała podniesiony do potęgi 3/4 – około 29,4 kilodżuli. W tych samych jednostkach mierzony metabolizm torbaczy wynosi – 193,2, ssaków łożyskowych (z wyjątkami) – 289,8, ptaków niższych – 336, ptaków wróblowatych i jerzyków – 609. Liczba skurczów serca na minutę wynosi u indyka w spoczynku 93, u gęsi 140, u kaczki 300, u kosa 390, u sikory 420. U wróbla w locie notowano 740 uderzeń tętna na minutę. Innym przykładem bardzo szybkiej przemiany materii może być przemiana tłuszczowa u gila w zimie. Badano ją w Wielkiej Brytanii, a więc w klimacie dość łagodnym. Pomimo tego gile tracą w ciągu jednej nocy ponad połowę tłuszczu, nagromadzonego przez dzień. Gdyby nie zdołały w ciągu dnia odrobić znacznej części strat nocnych, następnej nocy musiałyby zginąć z zimna (Newton 1969). Życie ich w zimie jest stale ogromnie zagrożone, gdyż w istocie niekiedy dostępność pokarmu ogromnie się zmniejsza, na przykład gdy po deszczu ze śniegiem wystąpi mróz i rośliny zostaną pokryte twardym pancerzem lodowym.

#### Utrata zdolności lotu
Wiele gatunków utraciło zdolność lotu. Znika ona wówczas, gdy jest zbyteczna, a więc u dużych ptaków stepowych, którym wystarcza ucieczka piechotą, u rozmaitych ptaków wyspiarskich, niestykających się z drapieżnikami, jak np. kiwi na Nowej Zelandii, u niektórych ptaków wodnych, np. u pingwinów, niektórych kormoranów i alk. Lot jest wprawdzie ekonomicznym sposobem pokonywania odległości, ale nie zawsze dalekie wędrówki są konieczne. Zaoszczędzoną dzięki rezygnacji z lotu energię można przeznaczyć na produkcję jaj lub na opiekę nad potomstwem. Widocznie w pewnych środowiskach taka strategia okazuje się najwłaściwsza.

## Tryb życia

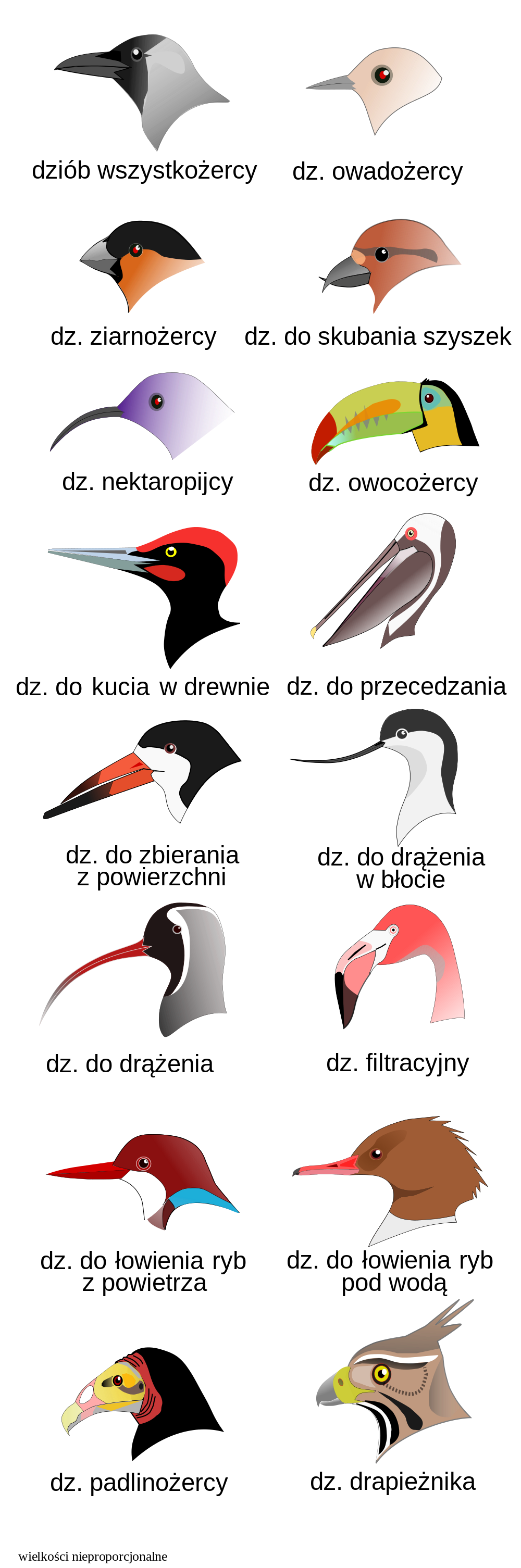
Różne typy dziobów w zależności od rodzaju pokarmu i strategii odżywiania się

Większość gatunków ptaków prowadzi dzienny tryb życia, istnieją jednak gatunki, np. z rzędów lelkowych czy sów, które są aktywne w nocy lub w godzinach zmierzchu. Niektóre gatunki siewkowych odżywiają się natomiast w zależności od pływów morskich, nie zważając na dzienno-nocne różnice jasności światła.

### Pokarm i strategie odżywiania się
Pożywienie ptaków jest zróżnicowane i obejmuje nektar, owoce, rośliny, nasiona, padlinę, różne małe zwierzęta i nawet inne ptaki. Ze względu na brak zębów układ trawienny jest przystosowany do trawienia nieprzeżutych kawałków pożywienia w całości połykanych przez ptaki.
Istnieją wszystkożerne gatunki ptaków, które stosują wiele strategii zdobywania pokarmu, jak i odżywiają się różnymi rodzajami pożywienia, oraz gatunki z wąską specjalizacją pokarmową (stenofagi) koncentrujące się na zdobywaniu szczególnego rodzaju pokarmu, albo stosujące wyłącznie jedną technikę zdobywania pokarmu.
Ogólnie ptaki rozwinęły różne strategie zdobywania pokarmu. Wiele gatunków zbiera owady, mięczaki, owoce albo nasiona. Niektóre polują na lecące owady, czatując i atakując znienacka. Odżywiające się nektarem kolibry, nektarniki, lory i inne rozwinęły specjalnie przystosowane szczotkowate języki i w wielu wypadkach dzioby pasujące do kształtu kwiatów. Kiwi i siewkowe wyszukują bezkręgowce przy pomocy długich dziobów, których różne długości są wynikiem dostosowania się do różnych nisz ekologicznych. Nury, tracze, pingwiny i alki polują na zdobycz pod powierzchnią wody, gdzie poruszają się przy pomocy skrzydeł i nóg. Głuptakowate, zimorodkowate i rybitwy polują na wodną zdobycz skokami nurkowymi z powietrza. Flamingi, trzy gatunki z rodzaju Pachyptila i niektóre kaczki odżywiają się, filtrując pokarm z wody. Gęsi i kaczki pływające odżywiają się głównie, pasąc się na trawach i innych roślinach. Niektóre ptaki jak fregatowate, mewy i wydrzyki z rodzaju Stercorarius stosują kleptoparazytyzm, zmuszając inne ptaki do oddania pokarmu. Technika ta traktowana jest jednak raczej jako zachowanie uzupełniające zwykłe zdobywanie pokarmu metodą polowania. Obserwacje zachowania fregaty średniej, która kradła pożywienie głuptakowi maskowemu wykazały, że skradziony pokarm stanowił szacunkowo najwyżej 40% ich pożywienia, podczas gdy średnio wynosił on jedynie 5%. Kilka gatunków jest padlinożernych, niektóre z nich, jak sępy, wyspecjalizowały się w poszukiwaniu padliny, podczas gdy inne, jak mewy, krukowate i inne gatunki drapieżne są oportunistami. W wyniku przemian ekosystemów ptaki specjalizujące się w odżywianiu jednym rodzajem pożywienia są ogólnie bardziej zagrożone wyginięciem niż wszystkożerne, które łatwiej przystosowują się do nowych warunków pokarmowych.

### Wędrówki

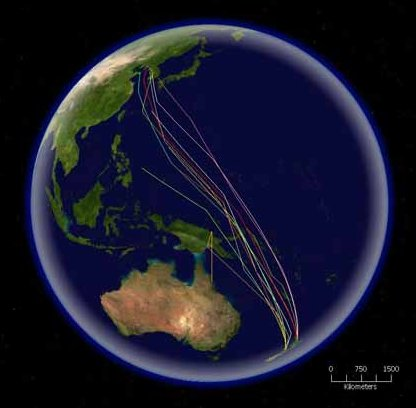
Trasy migracyjne śledzonych satelitarnie szlamników, najwytrwalszych wędrujących ptaków

Wiele gatunków ptaków migruje, aby wykorzystać optymalnie podaż pokarmu, jak i dogodne warunki rozrodcze. Oba aspekty związane są z różnicami temperatur w poszczególnych porach roku na różnych szerokościach geograficznych. Istnieje kilka typów wędrówek charakterystycznych dla różnych grup ptaków. Wiele ptaków lądowych, siewkowych czy wodnych podejmuje roczne, dalekodystansowe migracje, wywoływane najczęściej przez zmiany długości światła dziennego, jak również i warunki pogodowe. Te grupy spędzają sezon rozrodczy w regionach umiarkowanego lub subpolarnego klimatu, podczas gdy pozostały okres życia spędzają w regionach tropikalnych lub na przeciwległej półkuli. Przed migracją ptaki zwiększają wyraźnie zapasy tłuszczu w organizmie oraz zmniejszają niektóre ze swoich organów wewnętrznych. Wędrówki są bardzo wymagające jeśli chodzi o zapotrzebowanie na energię, w szczególności jeśli ptaki muszą przelatywać nad obszarami pustynnymi albo oceanami bez możliwości uzupełnienia rezerw i regeneracji sił. Lecąc, ptaki lądowe potrafią pokonywać dystanse ok. 2500 km, a siewkowe pokonują najczęściej odległości do 4 tys. km, chociaż szlamnik zdolny jest do nieustannego lotu sięgającego do 10 200 km. Również ptaki morskie udają się w dalekie wędrówki. Najdalszą roczną migrację przypisuje się burzykowi szaremu, który gnieździ się w Nowej Zelandii i w Chile, a lato spędza na półkuli północnej, żerując na Oceanie Spokojnym u wybrzeży Japonii, Alaski i Kalifornii. Jego roczna wędrówka wynosi ok. 64 tys. km. Inne morskie ptaki rozprzestrzeniają się po okresie rozrodczym, wędrując dookoła bez określonych tras migracyjnych. Albatrosy gnieżdżące się na wybrzeżach Oceanu Południowego, w okresie poza rozrodczym podejmują często wędrówki wokół bieguna południowego. Wiele gatunków odbywa dalekodystansowe wędrówki, tworząc formacje zwane kluczami, które pomagają ptakom w oszczędzaniu energii potrzebnej do lotu.
Część gatunków podejmuje krótsze wędrówki, migrując jedynie, aby uniknąć złych warunków pogodowych i niedostatecznej podaży pokarmu. Do takich zalatujących gatunków należy jemiołuszka, która może pojawić się w pewnych obszarach w jednym roku, i nie pojawić się tam w następnym. Istnieją gatunki, których osobniki z regionów bardziej wyeksponowanych na niskie temperatury wędrują na krótkie dystanse, dołączając do osobników tego samego gatunku, które pozostają w bardziej dogodnych klimatycznie regionach. Poza tym są też gatunki, których jedynie część populacji migruje – najczęściej są to samice i niedominujące samce. W niektórych regionach takie migracje części populacji mogą zachodzić na dużą skalę – w Australii badania wykazały, że 44% gatunków niewróblowatych, jak i 32% wróblowatych są ptakami, których populacje częściowo migrują. Innym rodzajem krótkich wędrówek są migracje wysokościowe, podejmowane przez pewne gatunki, jak np. pomurnik – gatunki takie spędzają okres rozrodczy na położonych wyżej terenach górskich, zlatując na niższe poziomy podczas niedogodnych warunków zimowych ograniczających podaż pokarmu.

Gwiazda Polarna i położenie konstelacji gwiazd wokół niej są kompasem dla ptaków wędrujących nocą

Niektóre gatunki są nomadyczne, nie przywiązują się do określonego terytorium i dopasowują swoje wędrówki do warunków pogodowych i żywnościowych. Przykładem może być rodzina papugowatych, z której gatunki przeważnie nieregularnie wędrują na krótkie dystanse, koczując, zalatując albo rozpraszając się.
Zdolność ptaków do powrotu w dokładnie te same miejsca po długodystansowych wędrówkach jest znana dzięki eksperymentowi, który został przeprowadzony w latach 50. XX w – wypuszczony w Bostonie (Stany Zjednoczone-Massachusetts) osobnik burzyka popielatego powrócił do swojej kolonii w Skomer (Wielka Brytania-Walia) w przeciągu 13 dni, pokonując dystans 5150 km. Podczas migracji ptaki posługują się różnymi metodami orientacji. Słońce jest punktem orientacyjnym dla gatunków migrujących dniem, gwiazdy są kompasem dla nocnych wędrowców. Ptaki orientujące się za pomocą słońca, rekompensują zmiany jego pozycji na niebie wewnętrznym wyczuciem czasu. Natomiast w nocnej orientacji ptaki kierują się położeniem gwiazd wokół Gwiazdy Polarnej. Dodatkowo zdolności czytania gwiazd wspierane są u niektórych gatunków przez zmysł wyczuwania geomagnetyzmu za pomocą specjalnych magnetoreceptorów.

### Komunikacja

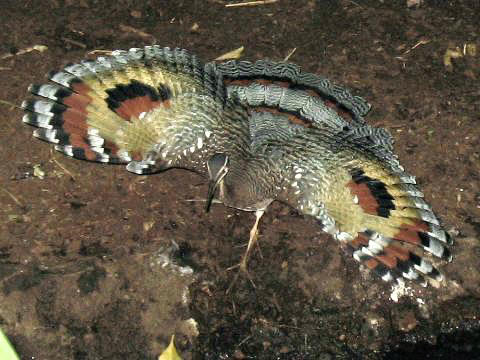
Słonecznica rozkłada skrzydła, które naśladują ubarwieniem i wzorem wygląd dużego drapieżnika, w celu odstraszania drapieżnych ptaków

Ptaki komunikują się, używając przede wszystkim sygnałów audiowizualnych. Te mogą być specyficzne dla danego gatunku, jak i dla poszczególnych informacji przekazywanych przez osobniki tego samego gatunku. Ptaki używają np. upierzenia, aby w pewnych okresach zyskać i utrzymać dominujące pozycje w stadach, aby zainteresować tokami do rozrodu albo aby odstraszyć gestami napastników, jak w przypadku słonecznic: te rozkładają skrzydła, których upierzenie naśladuje ubarwieniem i wzorem wygląd dużego drapieżnika. Odstrasza to sokoły i chroni w ten sposób pisklęta. Różnice w upierzeniu umożliwiają identyfikację ptaków, zwłaszcza poszczególnych gatunków.
Komunikacja wizualna obejmuje także zrytualizowane pokazy. Te rozwinęły się z zachowań, które nie miały sygnałowego charakteru, jak czyszczenie i układanie piór, dziobanie w poszukiwaniu pokarmu, albo inne. Pokazy mogą wyrażać agresję lub uległość oraz mogą przyczyniać się do tworzenia związków partnerskich. Najbardziej wyszukane pokazy mają miejsce podczas toków – ptasie tańce składają się ze skomplikowanych kombinacji ruchów, których jakość może wpłynąć na sukces rozrodczy samców.
Odgłosy i śpiewy, które tworzone są w krtani tylnej, mają najważniejsze znaczenie w komunikacji dźwiękowej. Ten sposób komunikacji może przybierać bardzo skomplikowane formy. Niektóre gatunki potrafią używać dwóch strun głosowych naraz niezależnie od siebie, co pozwala na jednoczesny śpiew dwóch różnych melodii. Ptaki wydają odgłosy w różnych celach. Należą do nich starania o partnera, ocena jego wartości, formowanie związków, ogłaszanie pretensji do terytoriów i ich obrona, identyfikacja piskląt w koloniach, powtórne jednoczenie się w pary przed okresem lęgowym albo ostrzeganie innych osobników przed możliwymi drapieżnikami, czasami używając nawet różnych odgłosów w zależności od rodzaju zagrożenia. Komunikując się ze sobą, niektóre gatunki używają również dźwięków mechanicznych. Bekas kszyk wydaje głośny dźwięk piórami ogonowymi podczas pokazowych lotów tokowych, dzięcioły bębnią dziobem w obumarłe gałęzie drzew dla oznaczenia swoich terytoriów, a żałobnica palmowa używa do bębnienia narzędzi pomocniczych. Wiele ptaków, np. szpaki, imituje śpiew i odgłosy przedstawicieli innych gatunków. Wśród tych ptaków mimetycznych papugowe i majny odznaczają się najbardziej kompleksowymi imitacjami, naśladując nawet głos człowieka. Eksperymenty z papugą Alex z gatunku żako (Psittacus erithacus) potwierdziły nie tylko zdolność tych ptaków do imitacji, ale i ich inteligencję kognitywną umożliwiającą prymitywne formy komunikacji z człowiekiem.
Kilka gatunków z rodzaju Machaeropterus wykształciło w toku ewolucji niezwykłą umiejętność w świecie ptaków – strydulację – wydają one dźwięki akustyczne poprzez pocieranie wyspecjalizowanymi w tym celu lotkami drugorzędowymi. Ta charakterystyczna dla owadów umiejętność wykształciła się w wyniku doboru płciowego i jest szczególnie wyraźna u manakina miotlastego (Machaeropterus deliciosus). Każde skrzydło tego ptaka ma jedno pióro z serią co najmniej siedmiu ząbków wzdłuż chorągiewki. Obok nietypowo ząbkowanego pióra, jest kolejne pióro ze sztywnym, zakrzywionym końcem. Kiedy ptak rozkłada skrzydła nad grzbietem, potrząsa nimi tam i z powrotem ponad 100 razy na sekundę (kolibry trzepocą swoimi skrzydłami średnio 50 razy na sekundę). Za każdym razem, kiedy uderzy w ząbek na piórze, jego końcówka wydaje dźwięk. Ruch ten pozwala wytworzyć 14 dźwięków podczas każdego potrząsania. Poprzez poruszanie skrzydłami 100 razy na sekundę, manakin miotlasty może wytworzyć 1400 pojedynczych dźwięków.

### Tworzenie stad i innych grup

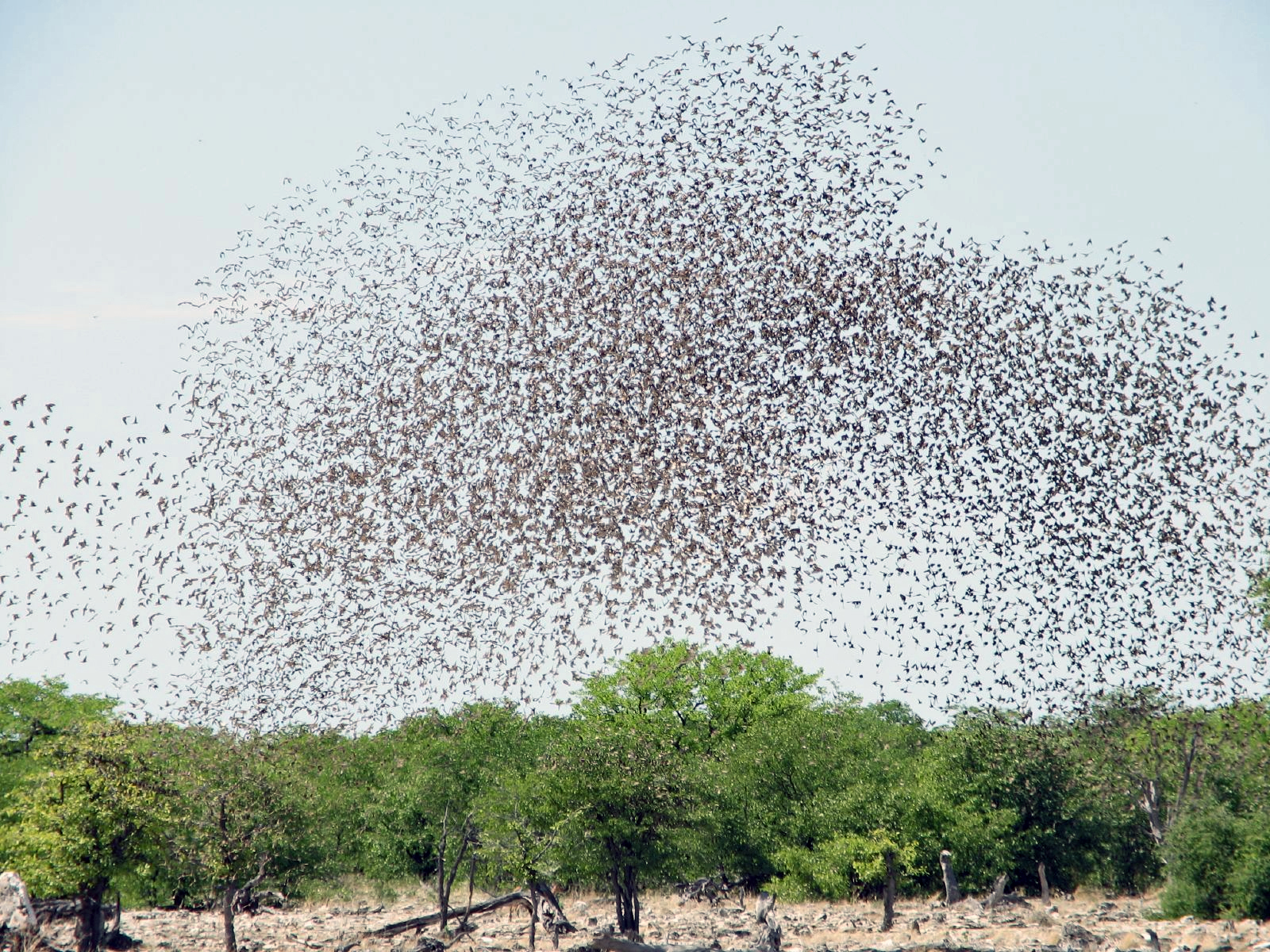
Wikłacz czerwonodzioby jest najliczniejszym dzikim gatunkiem ptaków. Tworzy stada liczące tysiące osobników

Podczas gdy część ptaków zasadniczo prowadzi terytorialny tryb życia, tworząc najwyżej małe rodzinne grupy, wiele gatunków może grupować się w wielkich stadach. Głównymi zaletami takich zgromadzeń są bezpieczeństwo, jak i zwiększona skuteczność w poszukiwaniu pokarmu. Zachowanie obronne przeciwko drapieżnikom jest szczególnie ważne w zamkniętych habitatach, jak lasy, gdzie ataki znienacka są na porządku dziennym, a wiele par oczu może tworzyć sprawny, wczesny system alarmowy. Z tego względu powstają również stada, w których zmieszane są ze sobą małe grupki różnych gatunków wspólnie żerujących na różnych typach pokarmu. Taki typ stad chroni ptaki przed napastnikami, ponieważ w grupie jest bezpieczniej, i jednocześnie zmniejsza potencjalną konkurencję o pewne rodzaje pokarmu. W koszty tworzenia stad wchodzi natomiast socjalne podporządkowanie się mniej „przebojowych” osobników ptakom dominującym, co może doprowadzać do szykanowania podczas żerowania w okresach niedostatecznego zaopatrzenia w pokarm.
W niektórych przypadkach ptaki tworzą zgrupowania z innymi gatunkami zwierząt. Morskie ptaki nurkujące z powietrza towarzyszą delfinom i tuńczykom, które zaganiają ławice ryb ku powierzchni mórz. Dzioborożce prowadzą rodzaj partnerstwa mutualistycznego z mangustami karłowatymi – oba gatunki wspomagają siebie w poszukiwaniu pokarmu, jak i ostrzegają się wzajemnie przed zbliżającymi się drapieżnikami.

### Odpoczynek
Wysoki stopień przemian metabolicznych u ptaków podczas dziennych faz aktywności jest wyważony z drugiej strony przez fazy odpoczynku w innych porach. Ptaki zapadają w rodzaj aktywnego snu – fazy snu przeplatają się z momentami, w których szybko i na krótko otwierają oczy. Taki sen umożliwia wrażliwość na niebezpieczne sytuacje i szybką ucieczkę w wypadku niebezpieczeństw. Wielu badaczy było przekonanych o tym, że jerzykowate potrafią spać podczas lotu. Nie zostało to jednak udowodnione przez badania naukowe. Możliwe jest jednak, że gatunki z tej rodziny popadają podczas lotu w fazy odpoczynku zbliżone do snu. Inne badania potwierdziły zdolność niektórych gatunków do głębokiego snu tylko jedną połową mózgu, podczas gdy druga pozostaje aktywna. Zdolność tę stosują ptaki tym intensywniej, im bardziej zewnętrzna jest ich pozycja w stosunku do centrum stada. Pozwala ona oku, które jest skierowane na zewnętrzne otoczenie stada, na pozostanie w stanie snu aktywnego i obserwacje potencjalnych drapieżników, podczas gdy druga półkula mózgu głęboko śpi. Podobna zdolność znana jest również w przypadku morskich ssaków.

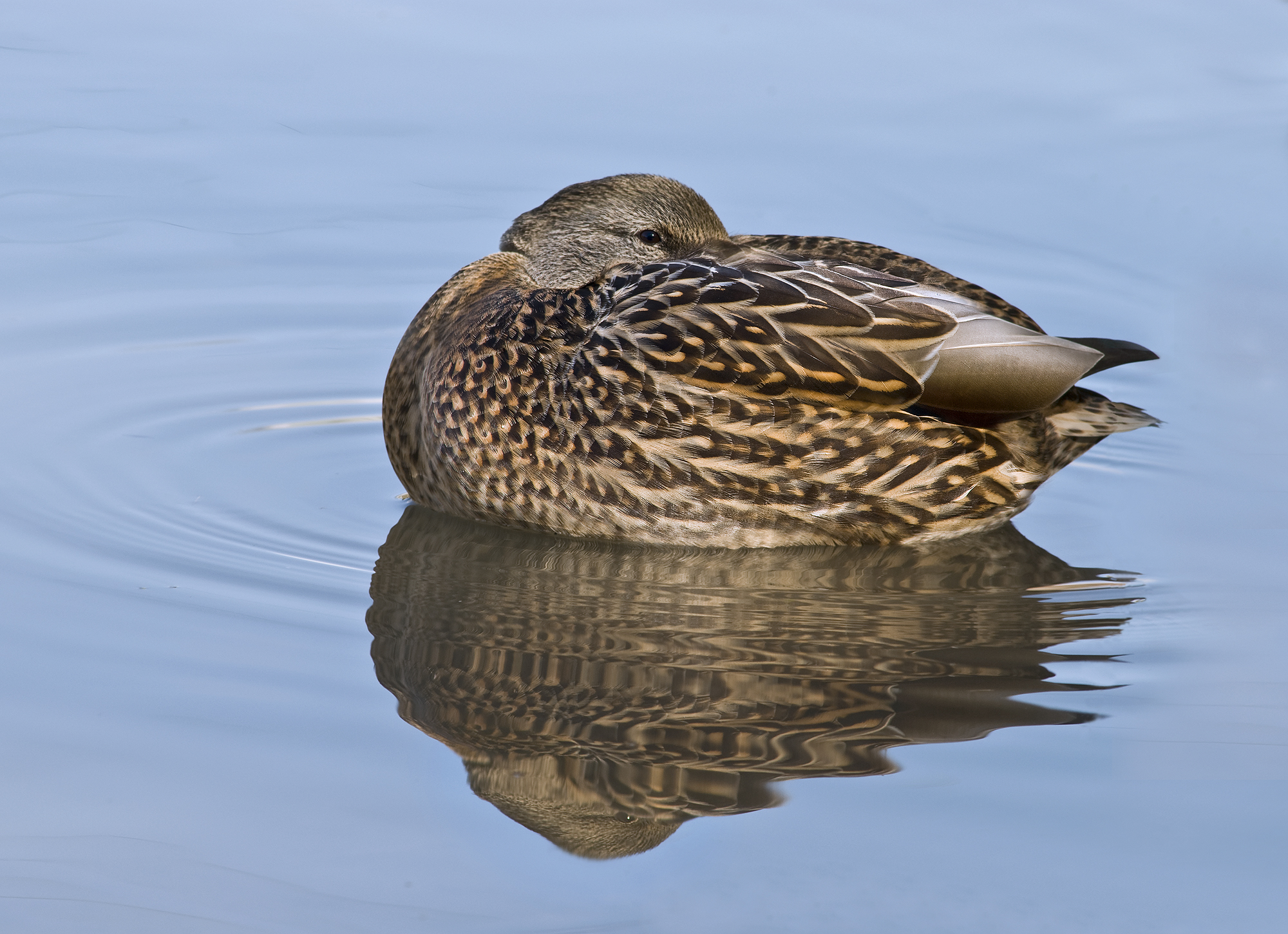
Samica krzyżówki obserwuje otoczenie podczas snu. Kaczki te potrafią spać jedną połową mózgu, podczas gdy druga połowa pozostaje aktywna

Pospolity jest odpoczynek w gromadach. Zmniejsza on zarówno utratę temperatury ciała, jak i prawdopodobieństwo udanego ataku drapieżników. Śpiąc, wiele ptaków kładzie głowę na grzbiet i chowa dziób w upierzeniu na plecach. Inne ptaki wsuwają dzioby w upierzenie na piersi. Część ptaków śpi, stojąc wyłącznie na jednej nodze, ale istnieją także gatunki chowające nogi w upierzenie podbrzusza, w szczególności, gdy śpią na zimnej wodzie. Przykucające ptaki posiadają mechanizm blokujący ścięgna, dzięki któremu mogą utrzymać się na gałęziach podczas snu. Wiele gatunków ptaków lądowych, jak przepiórki czy bażanty, odpoczywa na drzewach. Niektóre papugi z rodzaju zwisogłówek odpoczywają, wisząc głową w dół. Kilka gatunków kolibrów zapada w nocy w stan odrętwienia zwany torporem, któremu towarzyszy redukcja przemian metabolicznych. Ta fizjologiczna adaptacja jest charakterystyczna dla prawie stu innych gatunków, np. z rodzin sowników, lelkowatych i ostrolotów. Lelek zimowy potrafi zapaść nawet w stan hibernacji. Ptaki nie posiadają gruczołów potowych. Muszą chłodzić ciało przez przebywanie w cieniu lub w wodzie, przez dyszenie, powiększenie powierzchni ciała, wibrację gardłem albo zmaczanie nóg wydalinami. Parowanie zwiększają poprzez dyszenie lub szybkie drganie cienkiego dna jamy gębowej i górnej części gardła, tzw. trzepotanie podgardla z częstotliwością rezonansową, która wymaga niewielkich nakładów energii. Często ptaki stosują oba te sposoby chłodzenia łącznie.

## Rozród

### Systemy socjalne

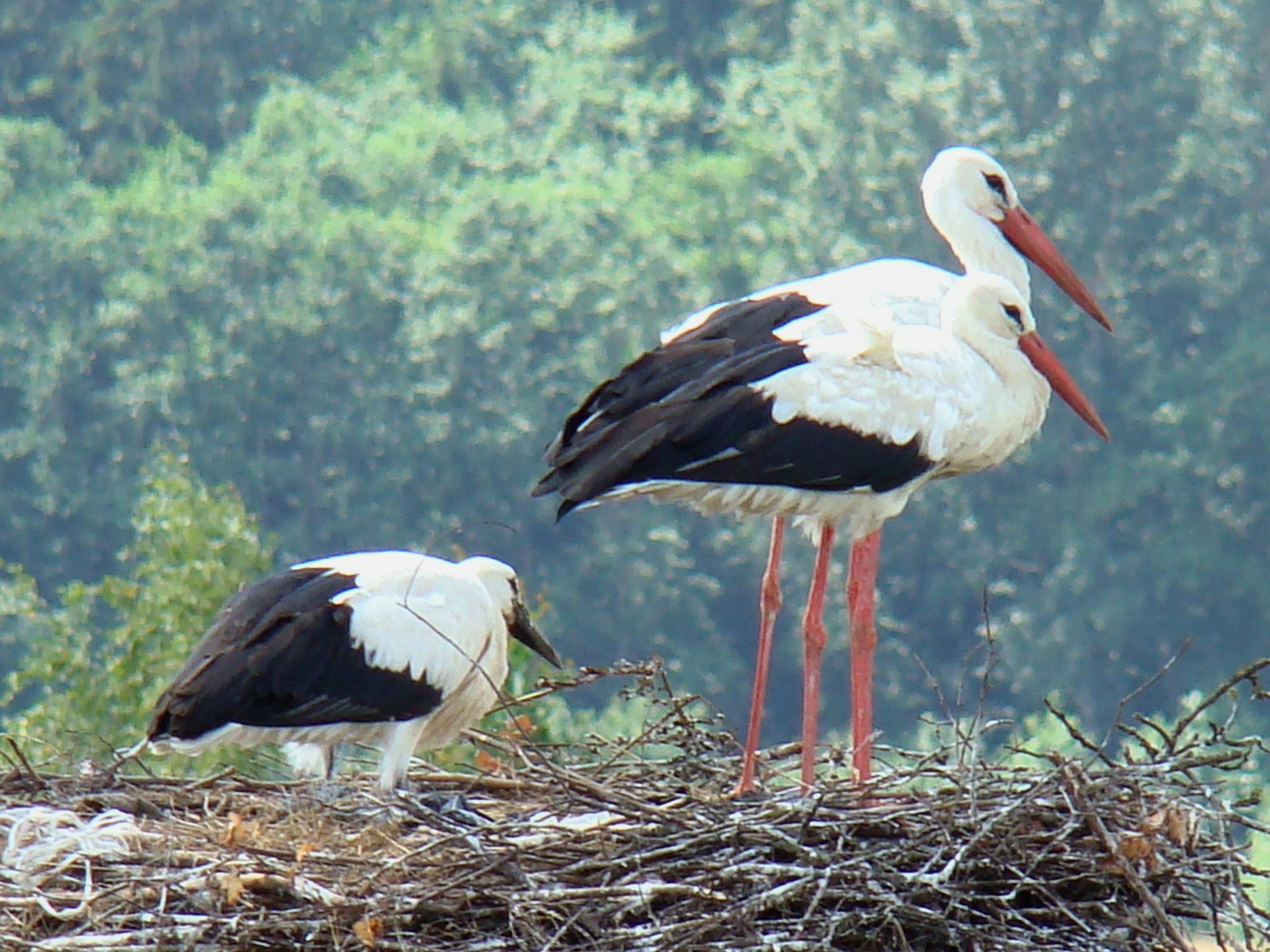
Bocian biały tworzy wieloletnie monogamiczne partnerstwa

95% gatunków ptaków jest socjalnie monogamicznych – oznacza to nie tylko monogamię w sferze seksualnej, ale we wszystkich aspektach ich społecznego życia. Gatunki te łączą się w pary przynajmniej na czas okresu rozrodczego, lub – w niektórych przypadkach – na kilka lat albo aż do śmierci jednego z partnerów. Monogamia umożliwia wspólną opiekę rodzicielską, która jest szczególnie ważna dla gatunków, w których samice potrzebują pomocy samców do właściwego wychowywania młodych. Wśród wielu socjalnie monogamicznych gatunków pozaparowa kopulacja jest jednak powszechna. Takie zachowanie typowo występuje między dominującymi samcami a samicami sparowanymi z podporządkowanym samcem, ale może także być rezultatem wymuszonej kopulacji u kaczkowatych. W przypadku samic możliwe korzyści poza-parowej kopulacji mogą dotyczyć lepszych genów dla jej potomstwa i zabezpieczenia się na wypadek bezpłodności swojego partnera. Samce gatunków, u których stwierdzono kopulacje poza-parowe, bardzo uważnie strzegą swoich partnerek aby zabezpieczyć pochodzenie potomstwa, które będą wspólnie wychowywać.

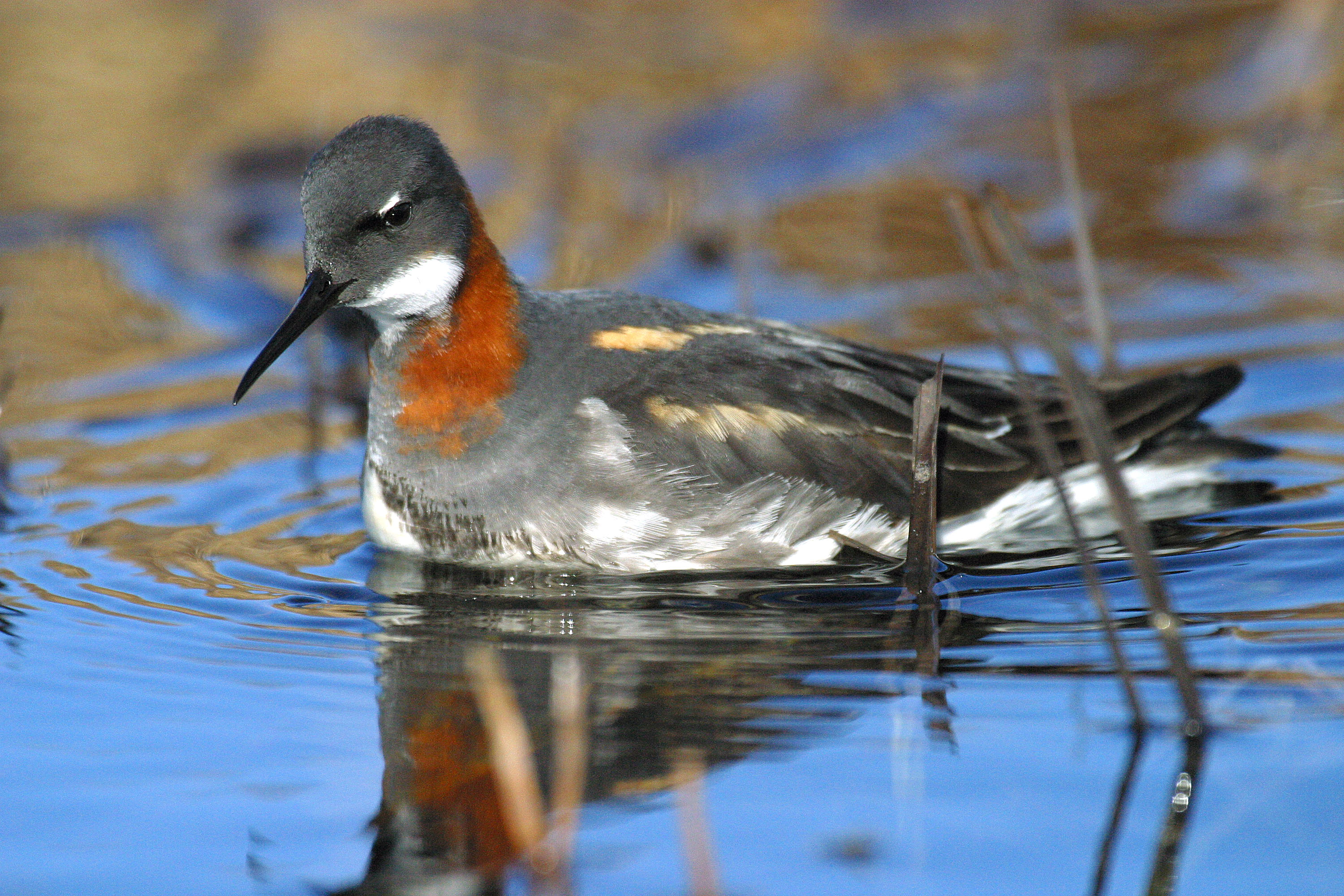
Płatkonóg szydłodzioby prowadzi poliandryczne stosunki partnerskie. Samice są bardziej kolorowo opierzone, a samce wysiadują jaja

Inne systemy partnerskie, jak: poligamia, poligynia, poliandria, poligynandria i promiskuityzm także występują u ptaków. Poligamia powstaje, kiedy samice są zdolne do wychowania potomstwa bez pomocy samców. W zależności od okoliczności niektóre gatunki mogą stosować więcej niż jeden typ partnerstwa.
Toki zwykle obejmują kilka form popisów zalotnych najczęściej wykonywanych przez samce. Wiele zachowań ma prostą formę i obejmuje wyłącznie kilka rodzajów śpiewu. Niektóre zachowania są jednak dość złożone. W zależności od gatunku mogą to być: uderzanie ogonami i skrzydłami, tańce godowe, loty lub rywalizacja między samcami na oczach samic. To samice zwykle wybierają partnera, chociaż u poliandrycznych płatkonogów jest odwrotnie: mniej atrakcyjnie ubarwione samce wybierają jaskrawiej ubarwione samice. Zalotne pożywianie, wzajemne dotykanie się dziobami, jak i czyszczenie piór partnerki lub partnera (zachowanie komfortowe) są powszechne najczęściej w okresie rozrodczym po dobraniu się w pary.

### Terytorium lęgowe, kopulacja, gniazdo i lęgi
Wiele ptaków podczas okresu lęgowego aktywnie broni terytorium przed innymi osobnikami tego samego gatunku. Utrzymanie terytorium chroni zasoby pokarmowe dla ich piskląt. Gatunki, które są niezdolne do obrony terytorium pokarmowego, takie jak ptaki morskie i jerzykowate, często odbywają lęgi w koloniach. To zapewnia ochronę przed drapieżnikami. Gatunki odbywające lęgi w koloniach bronią małych terenów gniazdowych, a rywalizacja między gatunkami, jak i w obrębie gatunku może być intensywna.

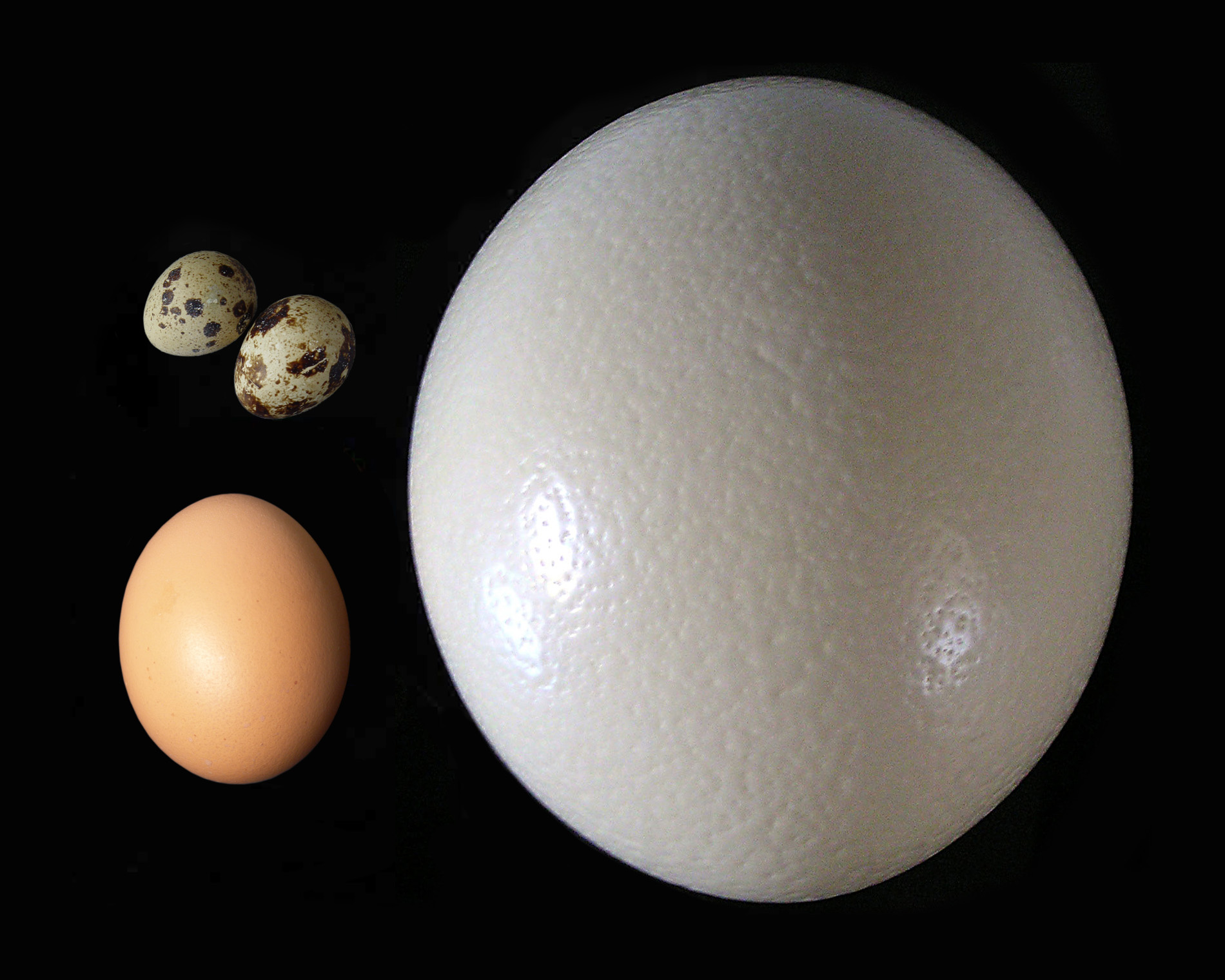
Jaja przepiórki, kury domowej i strusia

Kopulacja trwa u większości gatunków bardzo krótko (1–2 sekundy), ale istnieją także gatunki, jak wodniczka, które kopulują wyjątkowo długo (do 35 minut). Poza samcami gatunków paleognatycznych, jak i blaszkodziobych, które mają dobrze wykształcone prącie, samce pozostałych gatunków posiadają jedynie uwypuklone kloaki. W przypadku tych ostatnich gatunków kopulacja odbywa się bez penetracji samic poprzez styk nabrzmiałych warg kloak. Może to zapewnić bezpośredni przepływ spermy, ale samice muszą dopuścić przepływ plemników do jajnika. Samice ptaków posiadają jedynie jeden jajnik, w którym dochodzi do owulacji, wywołanej np. widokiem samca. Wydalona komórka jajowa zostaje zapłodniona u ujścia jajnika przez plemniki, które docierają do niej jajowodem. Skurczając mięśnie, samice transportują zapłodnione jajo przez jajowód do kloaki i na zewnątrz. W jajowodzie jajo nabiera swój typowy wygląd: po kolei powstają żółtko, białko i skorupa.
Wszystkie ptaki składają jaja z błonami płodowymi i z twardymi skorupami, zbudowanymi przeważnie z węglanu wapnia. Gatunki gniazdujące w norach i jamach wykazują tendencję do składania białych lub jasnoszarych jaj, podczas gdy gatunki gniazdujące na otwartych terenach składają zakamuflowane jaja. Jednakże istnieje wiele wyjątków od tych wzorów; gatunki gniazdujące na ziemi, np. lelkowate składają jasnoszare jaja, a kamuflaż jest zastępowany warunkowo przez ich upierzenie. Gatunki będące ofiarami pasożytów lęgowych mają zróżnicowane ubarwienie jaj, aby podnieść szanse na zauważenie jaj pasożytów, co zmusza samice pasożytów do dopasowywania ich jaj do jaj ofiar.

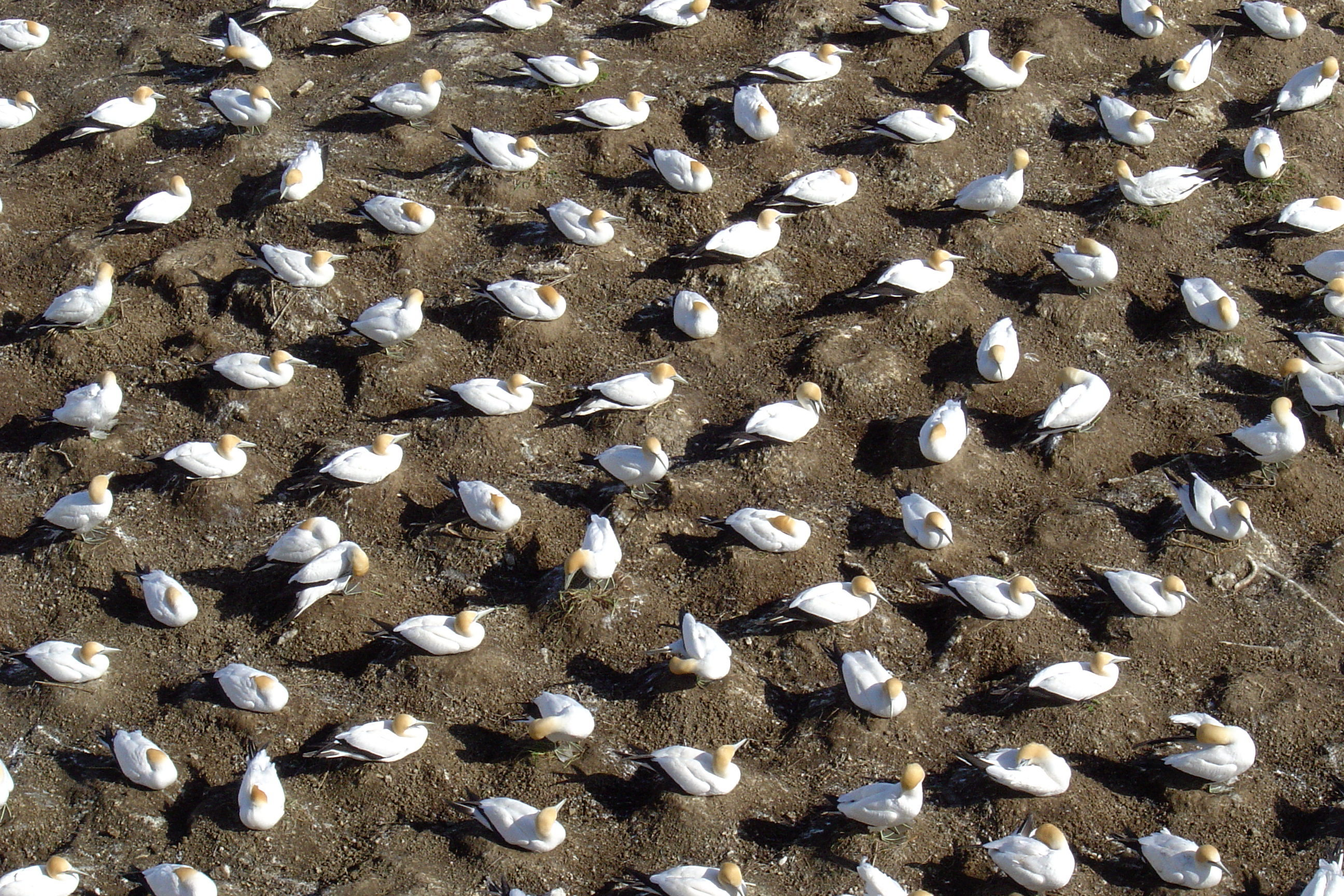
Głuptak australijski prowadzi lęgi w otwartych gniazdach – kopcach na ziemi, w dużych koloniach

Ptasie jaja są zazwyczaj składane w gnieździe. Większość gatunków buduje samodzielnie gniazda, które mogą przybrać kształt kielichów, kopuł, skrawków grzędy, kopców lub nor. Niektóre gniazda są niezwykle prymitywne; gniazda albatrosów są niczym więcej niż wnęką w ziemi. Wiele gatunków buduje gniazda w osłoniętych, ukrytych miejscach dla uniknięcia drapieżników, ale duże lub stadne ptaki, zdolne do obrony, mogą budować bardziej otwarte gniazda. Podczas budowy gniazda niektóre gatunki szukają materiału z roślin toksycznych. Te zmniejszają liczbę pasożytów i zwiększają szansę przeżycia piskląt. Pióra używane są często do izolacji gniazda. Niektóre gatunki ptaków nie budują w ogóle gniazd; gniazdujący na klifach nurzyk składa jaja na otwartych występach ścian skał, a samce pingwina cesarskiego trzymają jaja pomiędzy tułowiem a stopami. Brak gniazda jest szczególnie powszechny u zagniazdowników.
Wylęganie, które optymalizuje temperaturę dla rozwoju piskląt, zazwyczaj rozpoczyna się w momencie złożenia ostatniego jaja. U monogamicznych gatunków obowiązek wysiadywania jaj jest często dzielony między rodzicami, podczas gdy u gatunków poligamicznych jeden rodzic jest w pełni odpowiedzialny za wysiadywanie. Ciepło rodziców przechodzi do jaj przez plamę lęgową – powierzchnię nieopierzonej skóry na brzuchu lub piersi wysiadujących ptaków. Wysiadywanie może być energochłonnym procesem; dorosłe albatrosy, przykładowo, tracą 83 gramy z wagi ciała podczas jednego dnia wysiadywania. Ciepło do inkubacji jaj u nogali pochodzi ze słońca, gnijącej roślinności albo z wulkanicznych źródeł/zasobów. Okres inkubacyjny waha się od 10 dni u dzięciołów (Picinae), kukułkowatych i wróblowych, do nawet 80 dni u albatrosów i kiwi.

### Opieka rodzicielska do momentu opuszczenia gniazda

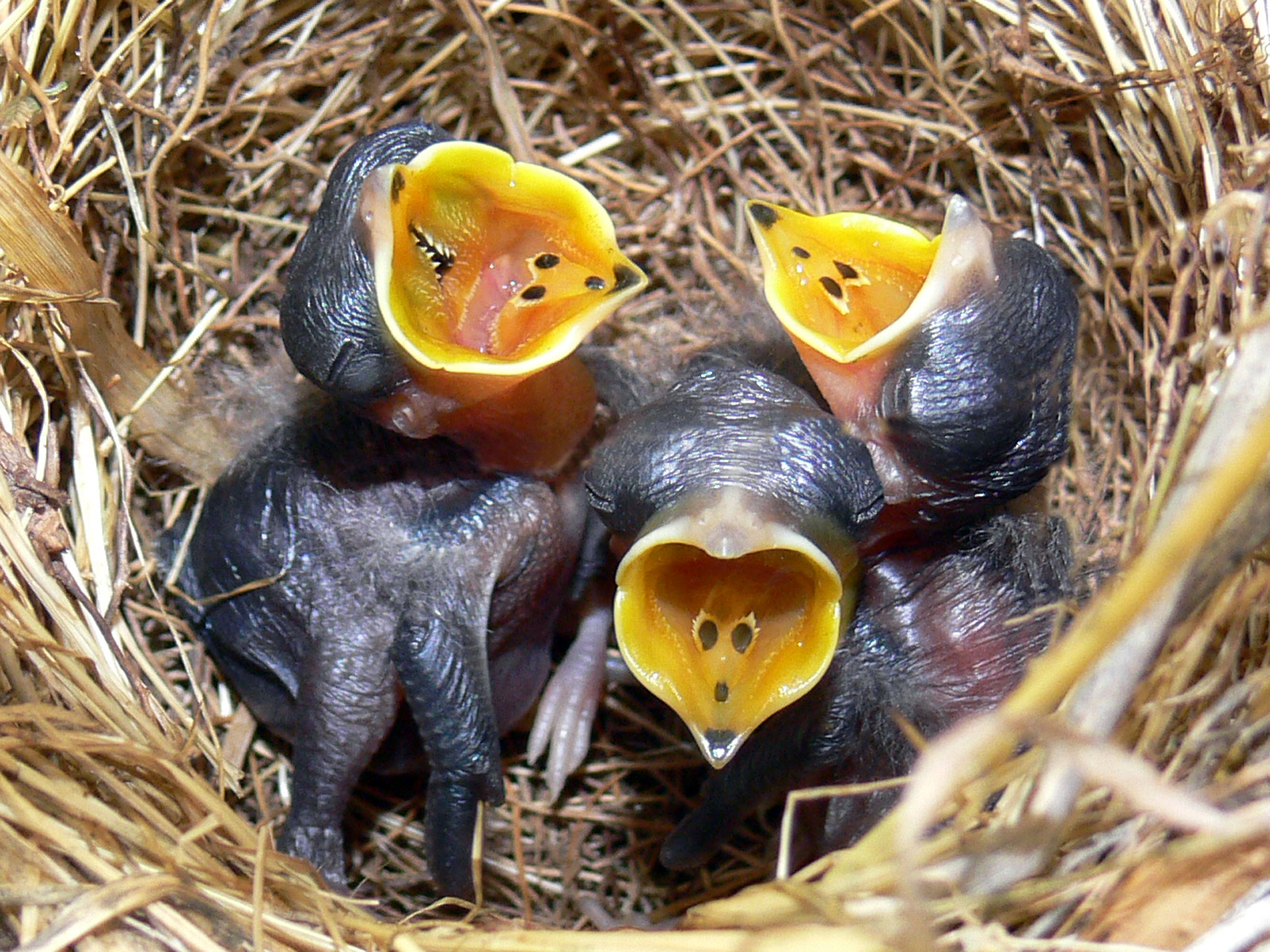
Pisklęta świergotka nowozelandzkiego są gniazdownikami

Długość okresu rozwoju pisklęcia między wykluciem a osiągnięciem samodzielności zależy od gatunku. U pewnych gatunków niezaradność piskląt przejawia się najczęściej tym, że rodzą się małe, ślepe, nie potrafią chodzić i latać oraz są nieopierzone. Gatunki takie określa się jako gniazdowniki. Pisklęta, które bezpośrednio po wykluciu potrafią się poruszać i są opierzone nazywa się zagniazdownikami. Pisklęta gniazdowników potrzebują pomocy w termoregulacji ciała, stąd muszą być wysiadywane dłużej niż pisklęta zagniazdowników. Istnieją gatunki, których pisklęta są typem mieszanym.
Długość i charakter opieki rodzicielskiej są bardzo zróżnicowane w zależności od rzędów i gatunków. Jedna skrajność to opieka rodzicielska u nogali, która kończy się w chwili wyklucia potomstwa; nowo wyklute pisklęta wygrzebują się z kopca gniazda bez pomocy rodziców i są od razu samodzielne. Drugą skrajność reprezentuje opieka rodzicielska wielu ptaków morskich. Najdłużej trwa ona w przypadku fregaty średniej, której pisklęta potrzebują 6 miesięcy do rozwinięcia pełnego opierzenia i są karmione przez rodziców przez kolejnych 14 miesięcy.

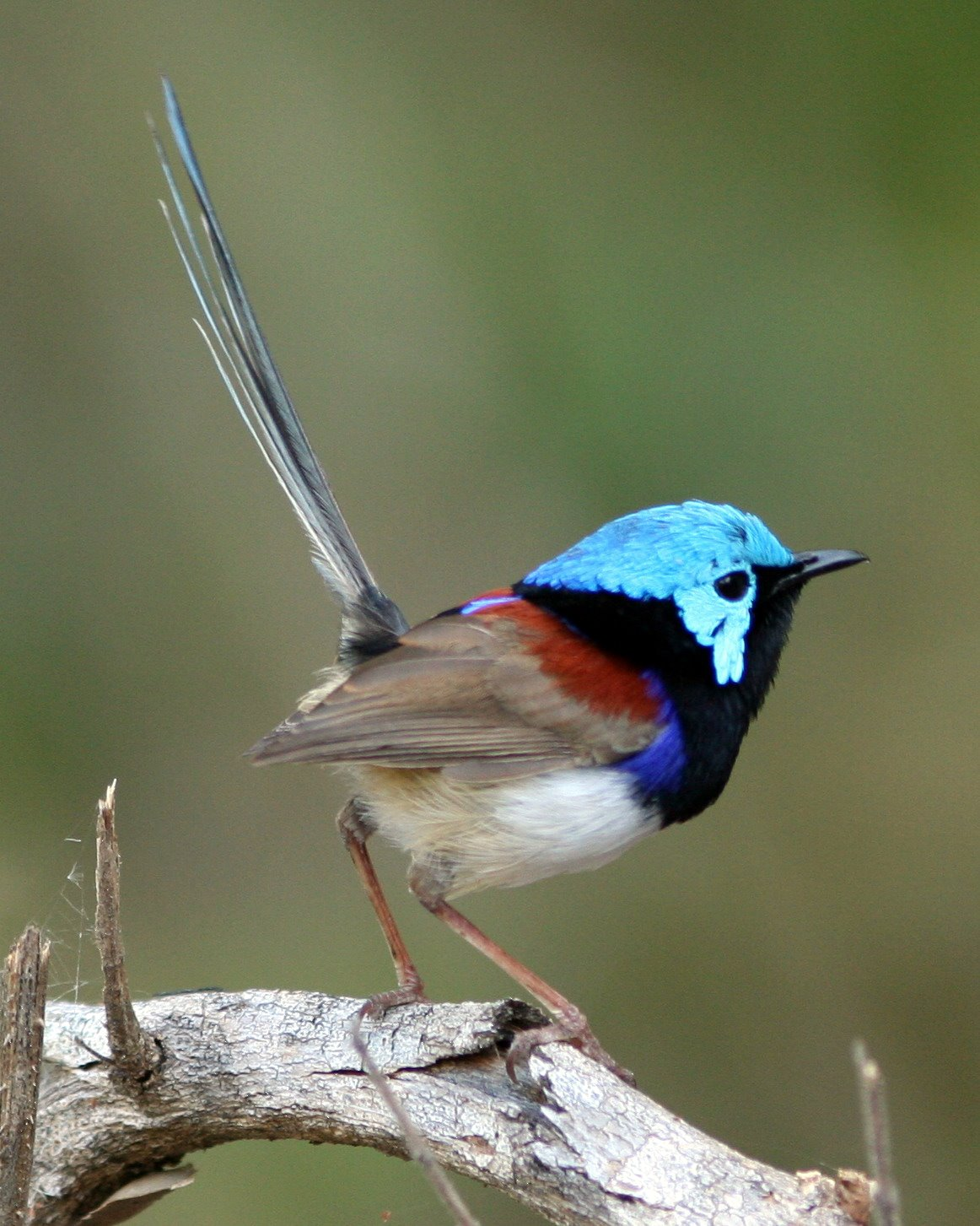
U chwostki rudoskrzydłej opiekę nad pisklętami przejmują również ptaki spokrewnione z rodzicami

U niektórych gatunków oboje rodziców opiekują się pisklętami i młodymi ptakami; u innych za taką opiekę odpowiedzialna jest tylko jedna płeć. Jeszcze inne gatunki dzielą się opieką nad swoimi pisklętami z członkami tego samego gatunku – zazwyczaj z blisko spokrewnionymi z parą lęgową. Również osobniki z poprzedniego lęgu pomagają w wychowaniu młodych. Taki styl opieki jest szczególnie powszechny wśród krukowatych, dzierzbowrona i chwostek, ale rzadziej także u gatunków tak różnych typem jak barglik i kania ruda. U większości grup zwierząt opieka rodzicielska samców jest rzadkością. Jednak u ptaków jest bardziej powszechna niż u innych gromad kręgowców. Chociaż u większości gatunków rodzice wspólnie bronią terytorium i gniazda, wspólnie wysiadują i karmią pisklęta, często jeden z partnerów przejmuje całość albo większość pewnych zadań.
Długość okresu, w którym pisklęta rozwijają pełne upierzenie, jest bardzo zróżnicowany w zależności od gatunku. Pisklęta alk, takich jak morzyk sędziwy opuszczają gniazdo w nocy po wykluciu i podążają za rodzicami do morza, gdzie dorastają z dala od lądowych drapieżników. Inne gatunki, np. z podrodziny kaczek, wyprowadzają swoje młode z gniazda we wczesnym stadium. U większości gatunków pisklęta opuszczają gniazdo zaraz przed lub tuż po osiągnięciu zdolności do lotu. Rozmiar opieki rodzicielskiej po opierzeniu się młodych jest rozmaita. Pisklęta albatrosów opuszczają gniazdo samodzielnie i nie otrzymują później żadnej pomocy, podczas gdy pisklęta innych gatunków są karmione nawet po tym, jak nauczyły się latać.

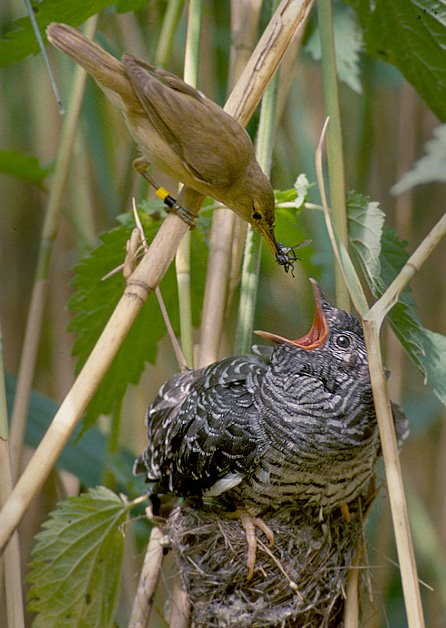
Dorosły trzcinniczek dokarmia pisklę kukułki

Poza tym, ogólnie pisklęta zdolne są już w pierwszym roku życia do towarzyszenia swoim rodzicom podczas ich wędrówki.

### Pasożyty lęgowe
| Lęg i dorastanie (na przykładzie gołębiaka karolińskiego) | Lęg i dorastanie (na przykładzie gołębiaka karolińskiego) | Lęg i dorastanie (na przykładzie gołębiaka karolińskiego) | Lęg i dorastanie (na przykładzie gołębiaka karolińskiego) | Lęg i dorastanie (na przykładzie gołębiaka karolińskiego) |
| --------------------------------------------------------- | --------------------------------------------------------- | --------------------------------------------------------- | --------------------------------------------------------- | --------------------------------------------------------- |
|                                                           |                                                           |                                                           |                                                           |                                                           |
| Jajo w gnieździe                                          | Wysiadywanie jaja                                         | Pisklęta                                                  | Osobnik młodociany                                        | Dorosły ptak                                              |

Pasożytnictwo lęgowe, w którym pewne gatunki podrzucają swoje jaja innemu gatunkowi do lęgu, jest bardziej powszechne wśród ptaków niż u jakichkolwiek innych typów organizmów. Po złożeniu przez pasożytniczego ptaka swoich jaj w gnieździe innego ptaka, są one akceptowane i wychowywane przez gospodarza kosztem własnego lęgu. Niektóre pasożyty lęgowe muszą składać jaja w gnieździe innego gatunku, ponieważ są niezdolne do wychowania swoich młodych. Inne pasożyty czasami składają jaja w gnieździe ptaka tego samego gatunku, by zwiększyć wydajność własnej reproduktywności, chociaż same potrafią wychowywać swoje młode. Około stu gatunków ptaków, włączając miodowody, kacykowate, astryldy i kaczki (m.in. Heteronetta atricapilla) należy do pierwszego typu pasożytów lęgowych, choć najbardziej znane są kukułki. Niektóre pasożyty lęgowe są przystosowane do wykluwania się przed pisklętami gospodarzy. Wtedy niszczą jaja swoich przybranych rodziców przez wypchnięcie ich z gniazda lub ich zabicie. Gwarantuje im to wyłączne dokarmianie przez gospodarzy.

## Rola w ekosystemie

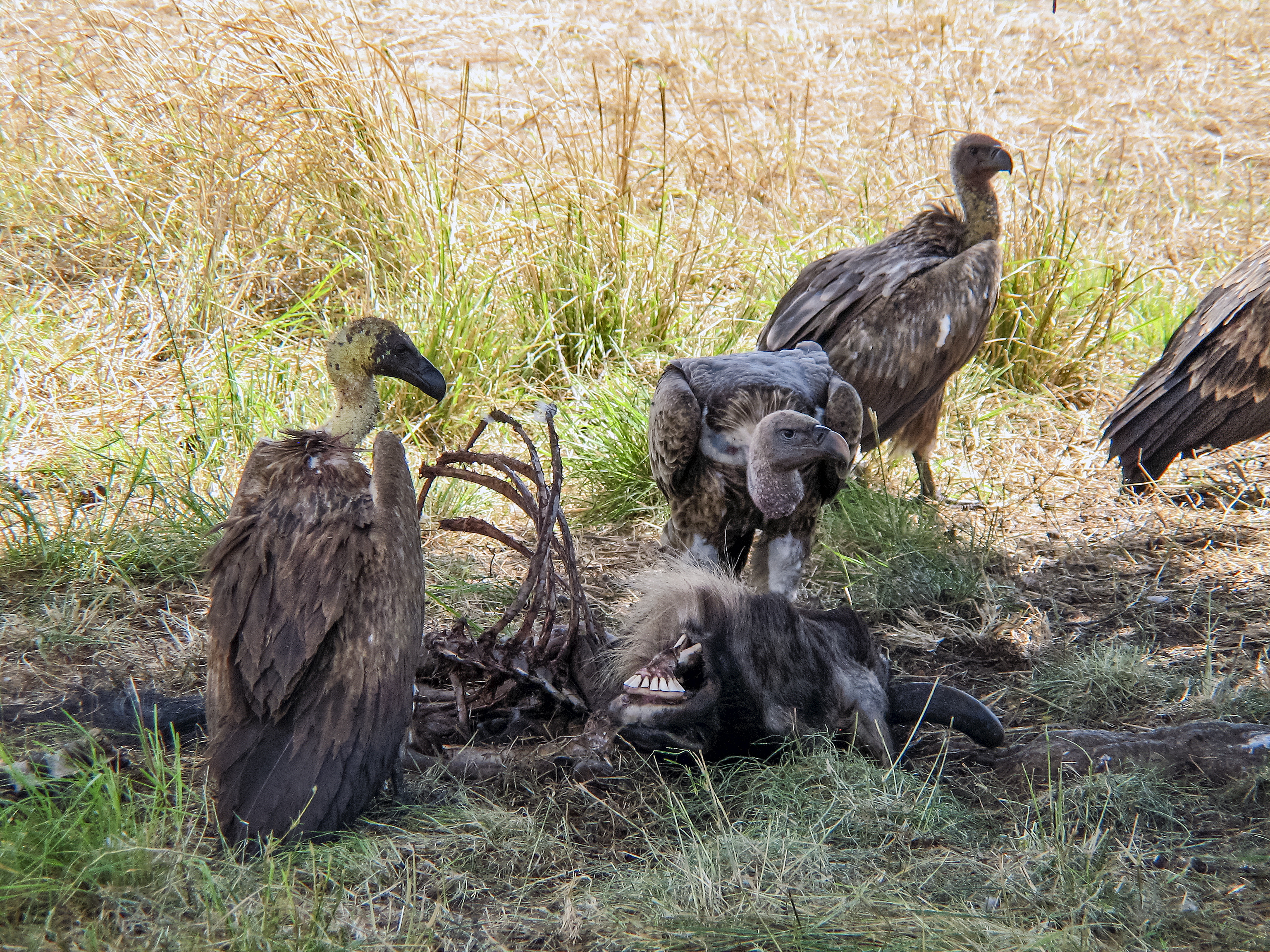
Odżywiając się padliną, sępy sprawują rolę „sanitariuszy przyrody”

Ptaki zamieszkują wiele rodzajów biotopów w ekosystemie Ziemi. Podczas gdy niektóre uniwersalne gatunki przystosowały się do różnorodnych warunków środowiskowych, inne gatunki wyspecjalizowały się do życia w pewnych habitatach i do odżywiania się szczególnym rodzajem pokarmu. Nawet w granicach poszczególnych biotopów, jak np. lasów, ptaki zajmują zróżnicowane nisze ekologiczne. Niektóre gatunki odżywiają się w koronach drzew, inne pod nimi, jeszcze inne na ziemi lasu. Ptaki leśne mogą być owadożerne, owocożerne albo odżywiać się nektarem. Ptaki wodne odżywiają się zazwyczaj rybami albo roślinami, mogą stosować również takie techniki zdobywania pokarmu jak kleptoparazytyzm. Ptaki drapieżne wyspecjalizowały się w polowaniu na inne ptaki albo ssaki, podczas gdy sępy są specjalistami w odżywianiu się padliną.

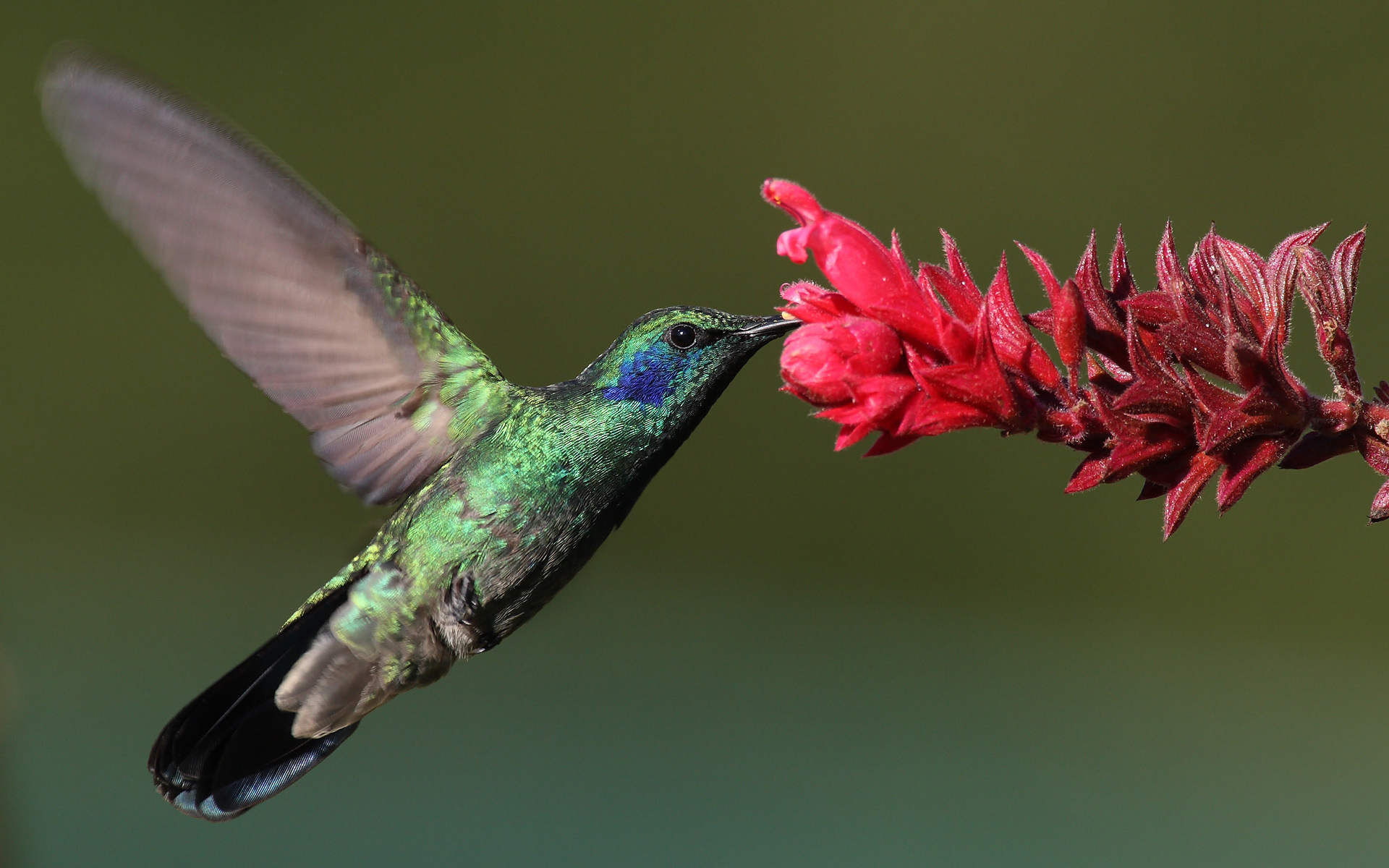
Kolibry są ważnymi zapylaczami wielu gatunków roślin

Około 2 tys. gatunków ptaków uczestniczy w zapylaniu kwiatów (ornitogamii), zwykle podczas odżywiania się nektarem. Rośliny i ptaki zapylające je często tworzą symbiozy. W niektórych wypadkach do zapylenia pewnych gatunków roślin niezbędny jest udział określonego gatunku ptaków. Z kolei owocożerne gatunki odgrywają kluczową rolę w rozsiewaniu nasion (ornitochoria). Dla niektórych roślin (np. drobnych roślin pleustonowych) ważne jest też bierne przenoszenie diaspor przyczepionych do piór lub nóg.
Ptaki są często ważnym elementem ekosystemów wyspowych, szczególnie gdy ich populacje znajdują się na wyspach, na które nie dotarły ssaki. Na takich wyspach ptaki mogą spełniać rolę podobną do tej, którą odgrywają większe ssaki na innych terytoriach. Np. w Nowej Zelandii ptaki z rzędu moa były ważnymi zwierzętami pasącymi się. Poza tym gnieżdżące się ptaki morskie wpływają na ekosystemy wysp, wybrzeży i ich wodne otoczenie głównie przez koncentrację wielkich ilości guano, które może wzbogacić w minerały zarówno ziemie wysp i wybrzeży, jak i otaczające tereny.

## Relacje z ludźmi

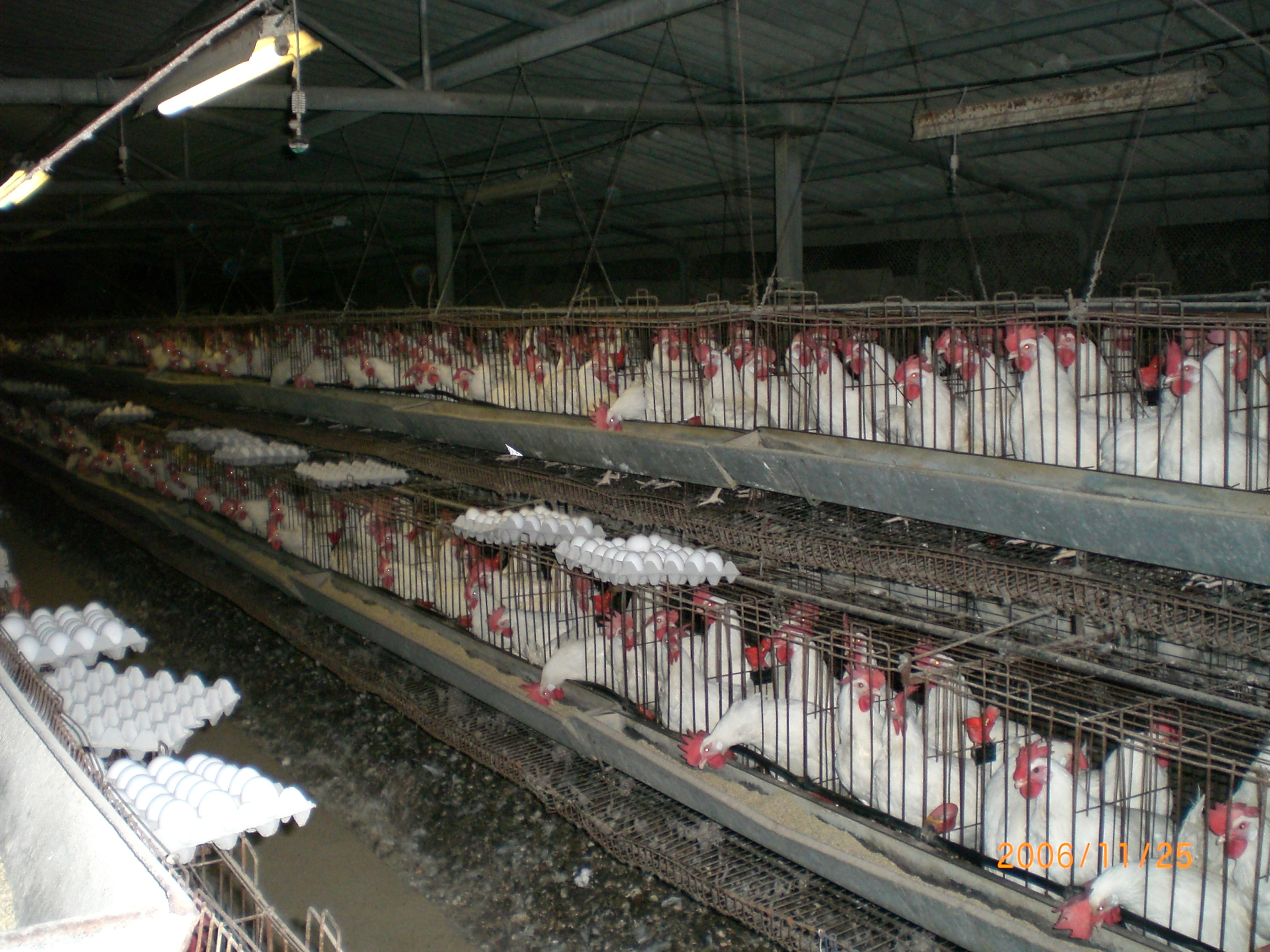
Przemysłowa hodowla drobiu

Ponieważ ptaki są pospolitymi zwierzętami, człowiek pozostawał z nimi w bliskich relacjach od zarania ludzkości. Czasami stosunki te były mutualistyczne, jak wspólne zbieranie miodu wśród miodowodów i mieszkańców Afryki (np. z plemienia Borana). Innymi razy, mogą być one komensalistyczne, np. kiedy takie gatunki jak wróbel domowy czerpią korzyści z ludzkich działalności. Kilka gatunków ptaków stało się istotnymi szkodnikami upraw rolnych, a niektóre stanowią ryzyko z powodu zderzeń z samolotami. Są też one szkodnikami drewna – w przemyśle drzewnym i leśnictwie uszkodzenia drewna przez ptaki stanowią część uszkodzeń mechanicznych drewna pochodzenia biologicznego. Ptaki mogą spełniać rolę wektorów przenoszących choroby, takie jak ornitoza, salmonelloza, kampylobakterioza, mykobakterioza (ptasia gruźlica), ptasia grypa, lamblioza i kryptosporydioza. Niektóre z tych chorób są chorobami odzwierzęcymi, które mogą być przeniesione na ludzi. Z drugiej strony działalność ludzka również może być szkodliwa dla ptaków i doprowadziła wiele gatunków do wyginięcia.

### Znaczenie gospodarcze

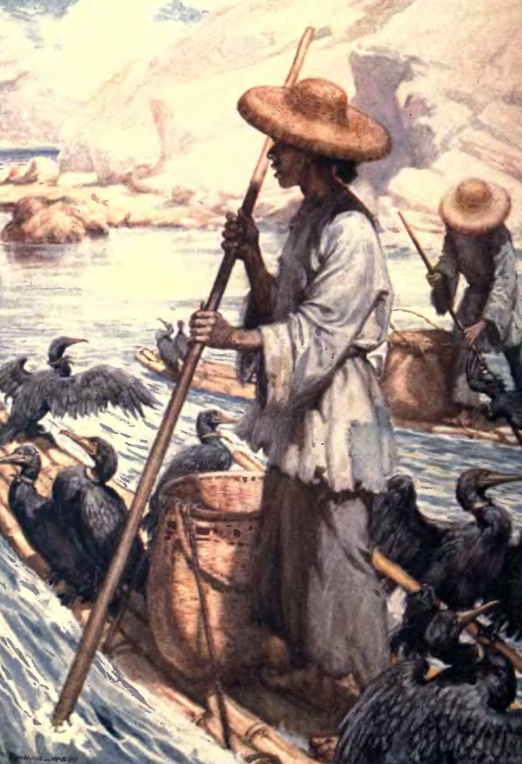
Rybołówstwo z kormoranami w Azji było dawniej powszechne

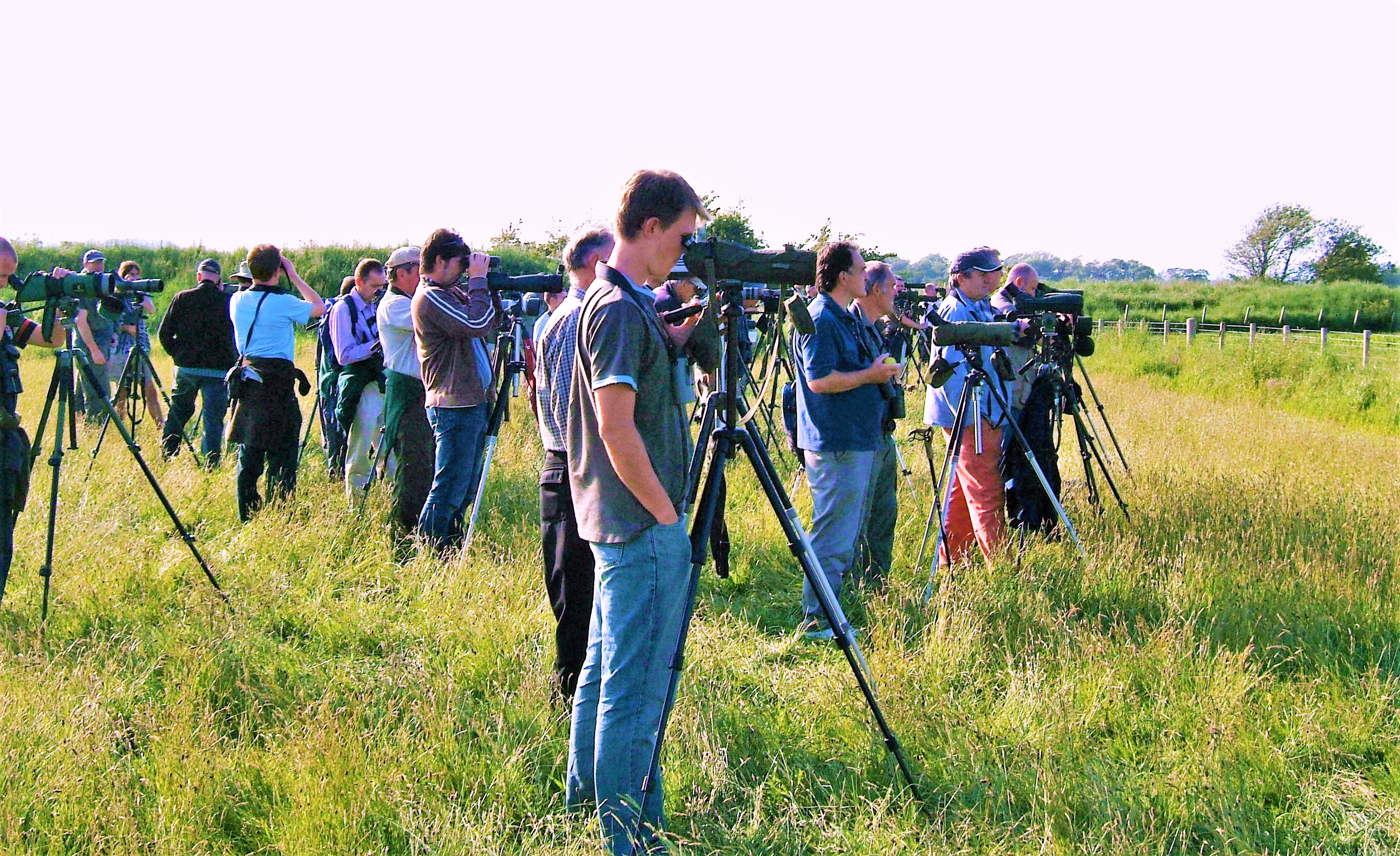
„Ptasiarze” w Wielkiej Brytanii

Udomowione ptaki, hodowane i chowane dla mięsa i jaj, nazywane są drobiem. Drób jest największym źródłem białka dla człowieka. W 2003 światowa produkcja mięsa z drobiu wynosiła 76 milionów ton, a jaj 61 milionów ton. Kurczaki stanowią największą część konsumowanego drobiu, ale i produkty mięsne z indyków, kaczek oraz gęsi są stosunkowo często spotykane.
Człowiek poluje na wiele gatunków ptaków dla uzyskania mięsa. Polowania odbywają się najczęściej dla rekreacji, wyjątkiem są polowania na terenach nierozwiniętych gospodarczo. Najbardziej cenionymi dla połowów gatunkami w Ameryce Płn. i Płd. oraz w Europie są ptaki wodne; innymi popularnymi gatunkami łownymi są bażanty, dzikie indyki, gołębie, przepiórki, kuropatwy, głuszcowate, bekasy i słonki. W Australii i Nowej Zelandii popularne jest pozyskiwanie piskląt ptaków morskich. Chociaż polowania, np. jak te na pisklęta ptaków morskich, mogą mieć zrównoważony charakter, ogólnie polowanie na ptaki doprowadziło do wyginięcia albo wysokich stanów zagrożenia wielu gatunków ptaków.
Człowiek uzyskuje również inne produkty z ptaków. Pióra – szczególnie z gęsi i kaczek – są używane jako izolacja w odzieży albo w kołdrach. Wydaliny ptaków morskich zwane guano są drogocennym nawozem bogatym w fosfor i azot. Wojna o Pacyfik, zwana także wojną o saletrę, była toczona m.in. o kontrolę nad zasobami guana. Ważnym produktem konsumpcyjnym są także jaja wielu gatunków ptaków.
Człowiek udomowił ptaki również jako zwierzęta domowe i użytkowe. Ze względu na barwne upierzenie wielu ludzi chowa i hoduje papugi czy majny. Jednak handel nimi przybiera często nielegalne formy zagrażające istnieniu gatunków. Sokoły i kormorany chowane są od stuleci jako ptaki do polowań i rybołówstwa. Obecnie używa się udomowionych ptaków drapieżnych do ochrony obiektów (np. lotnisk) przed dzikimi ptakami mogącymi powodować zagrożenie dla ruchu czy inne szkody. Gołębie pocztowe, używane w tym celu przynajmniej od 1 r. n.e., spełniały tę funkcję nawet podczas II wojny światowej. Dzisiaj takie wykorzystanie ptaków to raczej hobby, rozrywka, atrakcja turystyczna albo formy sportu np. wyścigi gołębi.
Fascynacja ptakami doprowadziła do powstania milionowej rzeszy obserwatorów amatorów, zwanych w Polsce popularnie „ptasiarzami”, a w krajach angielskojęzycznych birders albo birdwatchers. Szczególny rodzaj takich ptasiarzy to „twiczerzy” (ang. twitchers) kolekcjonujący obserwacje rzadkich gatunków, podążający za otrzymanymi informacjami o ich wystąpieniu i traktujący to hobby wyczynowo.
Innym wyrazem sympatii dla ptaków jest stawianie przez wielu ludzi karmników w pobliżu swojego miejsca zamieszkania. Produkcja pokarmu dla ptaków stała się poważną gałęzią gospodarki, w której obrót sięga wielu milionów dolarów. W Wielkiej Brytanii np. szacuje się, że 75% gospodarstw domowych przynajmniej raz dostarcza pokarm dla ptaków w okresie zimowym.

### Ptaki w religii, kulturze i folklorze
Ptaki odgrywają rozmaite role w religii, kulturze i folklorze człowieka. W religiach służą jako symbole kurierów, kapłanów albo przywódców religijnych. Przykładem tych ostatnich mogą być tangata manu w religii make-make na Wyspie Wielkanocnej. W niektórych religiach bogowie mogli przybierać postać ptaków, np. w mitologii słowiańskiej – według Romana Jakobsona – Swaróg miał przeobrażać się czasami w swojego przybocznego świętego sokoła Raróga. Ptaki mogą spełniać również rolę boskich sług, jak Hugin i Munin – dwa kruki, które podszeptywały nowości na ucho nordyckiemu bogu Odynowi. Gołębie są symbolem religijnym w judaizmie i chrześcijaństwie: biblijna postać Jonasza (jęz. hebrajski: יוֹנָה – „gołąb”) symbolizowała uczucie strachu oraz pasywność, smutek i piękno, które były kojarzone od dawna z gołębiami. Poza tym, według Nowego Testamentu, pod postacią gołębicy objawił się w czasie chrztu Jezusa Chrystusa Duch Święty.

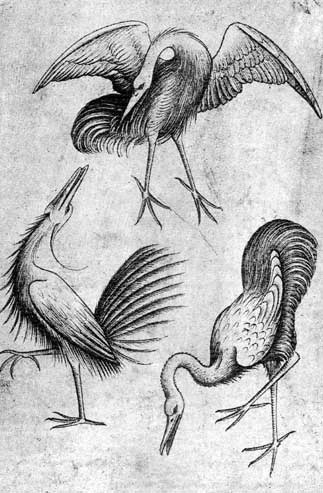
Ptaki na jednej ze średniowiecznych kart do gry autorstwa Mistrza Kart do Gry

Ptaki były protagonistami w mitologiach, np. egipskiej (Benu), greckiej (Feniks) czy chińskiej (Fenghuang). Były i są również ubóstwiane, jak np. paw indyjski, którego Drawidowie w Indiach uznają za ucieleśnienie „Matki Ziemi”. W mitologiach niektóre ptaki uważane były za potwory, między innymi Ruk w mitologii perskiej albo Pouākai w mitologii maoryskiej – olbrzymi ptak mający porywać ludzi. Legendarne postacie przedstawiające częściowo ptaki a częściowo inne zwierzęta lub człowieka obecne są, np. w mitologii sumeryjskiej (Anzu) – przejęty później w mitologiach greckiej i rzymskiej jako Gryf – a w folklorze rosyjskim Syrin była odpowiednikiem greckich syren. Skojarzenia z różnymi gatunkami ptaków są bardzo zróżnicowane wśród poszczególnych kultur. Podczas gdy sowy uważa się za zły znak, symbol czarodziejstwa i śmierci w częściach Afryki, w Europie kojarzy się je raczej z mądrością. Dudek był świętym ptakiem w starożytnym Egipcie i symbolem cnoty w Persji, natomiast w wielu częściach Europy uważany był za ptaka-złodzieja, a w Skandynawii za omen wojny.
Ptaki występują jako motyw w kulturze i sztuce od czasów prehistorycznych. Jednym z pierwszych dzieł sztuki, jakie stworzył człowiek, jest mała figura ptaka pochodząca z kultury oryniackiej z okresu paleolitu górnego (ponad 30 tysięcy lat temu), odkryta w jednej z jaskiń w Jurze Szwabskiej. Innym przykładem może być jeden z geoglifów w systemie tajemniczych rysunków z Nazca, który przedstawia olbrzymiego kolibra. Później ptaki były estetycznym elementem wyposażenia miejsc przebywania człowieka i przedmiotów codziennego użytku – tu przykładami mogą być Pawi Tron, bogato zdobiony tron władców państwa Wielkich Mogołów i Persji albo średniowieczne ryciny na kartach do gry autorstwa Mistrza Kart do Gry.

Ptak – orzeł – jest symbolem narodowym Polski

Wraz ze wzrostem naukowego zainteresowania ptakami powstało wiele ilustracji książkowych przedstawiających te zwierzęta. Jednym z ptasich ilustratorów był John James Audubon, którego rysunki północnoamerykańskich ptaków odniosły duży sukces komercyjny w Europie. Ptaki są również ważnymi postaciami w poezji i literaturze. Homer uwiecznił słowika w Odysei, a Katullus użył wróbla jako symbolu erotycznego w swoim poemacie Catullus 2. W bajkach Ignacy Krasicki opisuje dumnego kruka, któremu chytry lis odbiera ser, a Hans Christian Andersen brzydkie kaczątko, które w końcu przemienia się w pięknego łabędzia. William Wharton w powieści Ptasiek (1978) opisuje historię chłopca, którego pasja ornitologiczna przerodziła się w obłęd – chłopiec uwierzył, że jest ptakiem. Ptaki zapisały się również w historii kina: w dreszczowcu Alfreda Hitchcocka Ptaki (1963) są morderczymi napastnikami na człowieka, natomiast film dokumentalny Makrokosmos – Podniebny taniec (2003) trafił do kin, przedstawiając migracje ptaków z najbliższej perspektywy.
Ważną rolę odgrywają ptaki w heraldyce i symbolice narodowej. Szczególnie ptaki drapieżne, charakteryzujące się siłą i wielkością, widnieją na herbach rodów szlacheckich, historycznych krain, miast i państw. Ptaki widnieją jako główny motyw na godłach, m.in. USA, Rosji, Niemiec, Austrii, Serbii, Egiptu, Meksyku oraz Polski.
W wielu krajach ptaki są elementem ludowych tradycji i obyczajów. W Polsce znany jest obyczaj zwany przepiórką rozpowszechniony od średniowiecza na wsiach i związany z rolnictwem – najczęściej obchodzony wraz z zakończeniem żniw – między innymi na Śląsku Cieszyńskim. Zwyczaj ten jest już ginący, choć na Białostocczyźnie spotykany jeszcze w połowie lat 60. XX wieku.

### Śpiew ptaków w muzyce
Śpiew ptaków od najdawniejszych czasów imitowany był w muzyce. Kukanie kukułki naśladowane jest w najstarszym utworze kontapunktcznym, w angielskim kanonie Sumer is icumen in z XIII w. W renesansie imitowano ptasie śpiewy w licznych chansons (np. Jannequina) i madrygałach. Ptasie śpiewy naśladowano także w muzyce instrumentalnej; np. w Czterech porach roku Antonia Vivaldiego, w Symfonii „Pastoralnej” (VI) Ludwiga van Beethovena, w symfoniach Gustava Mahlera. W XVIII i XIX wieku ptaki często były też naśladowane w utworach wokalno-instrumentalnych, jak w oratorium Pory roku Josepha Haydna. W XX wieku ptaki stały się inspiracją przede wszystkim dla Oliviera Messiaena, który notował i nagrywał śpiewy ptaków, a następnie komponował w oparciu o te zapisy utwory instrumentalne (Katalog ptaków, Ptaki egzotyczne i wiele innych). W wielu utworach dokładnie określał, jaki gatunek ptaka był dla niego w danym momencie inspiracją. Ponieważ Messiaen potrafił zapisywać te śpiewy, jego obserwacje miały również wartość dla ornitologów.

### Zagrożenia i ochrona

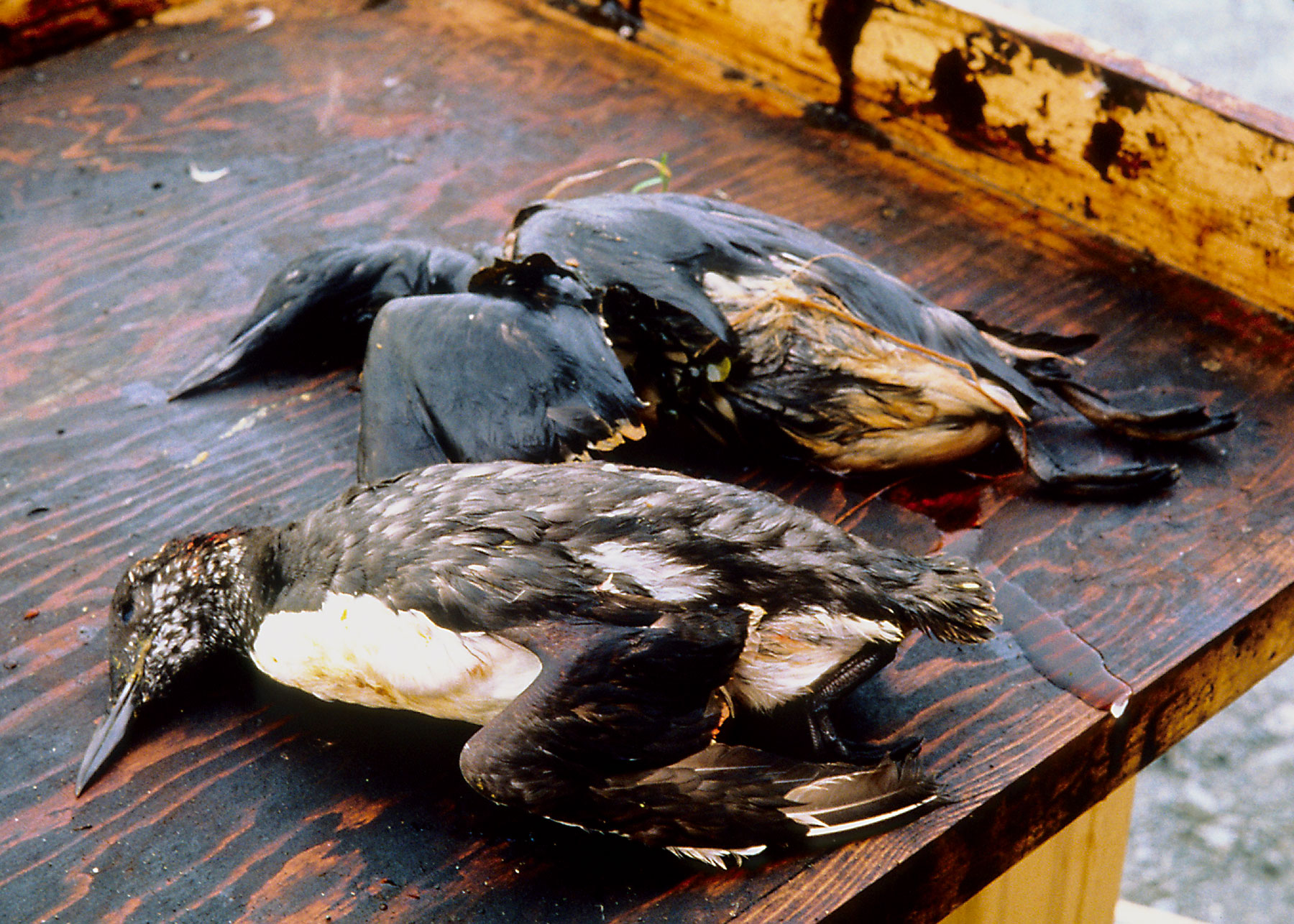
Ptaki morskie, które zginęły w 1989 od ropy naftowej po wycieku z tankowca Exxon Valdez u wybrzeży Alaski

Chociaż działalność człowieka pomogła w ekspansji kilku gatunków, jak np. jaskółki dymówki czy szpaka, to z drugiej strony doprowadziła do spadku populacji albo wyginięcia wielu innych gatunków. Ponad sto gatunków ptaków wymarło w czasach historycznych, ale najbardziej dramatyczne rozmiary przybrało wymieranie po ludzkiej kolonizacji wysp Melanezji, Polinezji i Mikronezji, kiedy to wymarło szacunkowo od 750 do 1800 gatunków ptaków. Obecnie na całym świecie zanikają populacje wielu gatunków ptaków. W 2007 organizacje BirdLife International i IUCN zaliczały do zagrożonych 1221 gatunków. Największym zagrożeniem jest utrata habitatów, spowodowana działalnością człowieka. Do innych zagrożeń należą: niezrównoważone polowania, śmierć przez kolizje ze strukturami stworzonymi przez człowieka oraz jako poboczny efekt rybołówstwa dalekodystansowymi sieciami, zanieczyszczenia środowiska, np. wycieki ropy naftowej do mórz albo stosowanie pestycydów, konkurencja i drapieżnictwo ekspansywnych gatunków inwazyjnych oraz zmiany klimatyczne.
Rządy państw i regionów oraz organizacje ochrony ptaków starają się chronić ptaki, np. przez odpowiednią regulację prawną, przez aktywności mające na celu zachowanie albo odbudowę ptasich habitatów, albo przez tworzenie populacji w sztucznych warunkach, np. ogrodach zoologicznych, w celu reintrodukcji. Czasami projekty reintrodukcyjne kończą się sukcesem. Szacuje się, że w latach 1994–2004 takie starania ochroniły przed wyginięciem 16 gatunków ptaków, m.in. kondora kalifornijskiego (Gymnogyps californianus), czy modrolotkę kozią (Cyanoramphus cookii).